# АЧ2
АЧ2 (Автомотриса Чехословацького виробництва, тип 2; заводські позначення типу — з 91M0 по 91M3) — автомотриса, вироблялася чехословацьким заводом Vagonka Studenka (Вагонка Студєнка) з 1984 по 1990 рік для потреб залізниць СРСР. Спільно з автомотрисами випускалися конструктивно Уніфіковані з ними причіпні вагони АПЧ2, по два на кожну автомотрису, що дозволяють формувати дизель-поїзди.
Всього випущено 122 автомотриси АЧ2 і 244 причіпних вагони АПЧ2 (122 тривагонні секції). Частина з них стала використовуватися як службові, як правило без вагонів АПЧ2. У пасажирській експлуатації вони перебували з 1985 по 2020 рік і, як правило, експлуатувалися спільно з вагонами АПЧ2. До 2021 року значна частина автомотрис була списана, а решта використовуються тільки як службові, без вагонів АПЧ2.

## Історія створення та випуску
У зв'язку з високим зносом дизель-поїздів Д1 заводу Ganz–MÁVAG у 1970-ті роки в СРСР виникло завдання оновлення дизельного моторвагонного складу. На той час завод Ganz–MÁVAG був сильно завантажений, потужностей Ризького вагонобудівного заводу на потреби МПС також не вистачало. Було прийнято рішення домовитися з виробниками з Чехословаччини. Перше замовлення отримав завод Škoda.
У 1977 році на заводі Škoda для залізниць СРСР були побудовані три чотиривісні пасажирські автомотриси АЧО з електричною передачею. Однак далі завод Škoda також виявився перевантажений.
З урахуванням досвіду експлуатації АЧО МШС СРСР приняло решение о заказе в Чехословакии близких по конструкции автомотрис с использованием дизеля и передачи советского производства для упрощения их технического обслуживания. В якості силової установки було вирішено використовувати аналогічну застосовувалася на дизель-поїздах ДР1, що складається з дизельного двигуна серії М756 і гідродинамічної передачі ГДП-1000.
В якості виробника вибрали підприємство Vagonka Studénka, яке за свою історію спеціалізувалося на випуску вагонів (в тому числі моторних), трамваїв і літаків.
У 1981 році на замовлення МШС СРСР завод Vagonka Studenka почав проектування і виготовлення деталей для нових автомотрис. Для розширення можливостей експлуатації автомотрис в приміському сполученні було прийнято рішення разом з двокабінними автомотрисами замовити конструктивно Уніфіковані з ними причіпні вагони, що дозволяють формувати спільно з автомотрисами дизель-поїзда. Співвідношення числа моторних вагонів до причіпних в поїзді основної складової було таким же, як і в поїздах ДР1, тобто 1: 2.
У 1984 році завод випустив дві тривагонні секції АЧ2/АПЧ2 з номерами 001 і 002, що складаються з однієї двокабінної автомотриси і двох причіпних проміжних вагонів. Всі вагони мали малиново-сіре забарвлення, близьку до застосовувалася для автомотріс залізниць Чехословаччини. Автомотриси отримали найменування серії АЧ2 і заводське позначення типу 91M0, причіпні вагони — АПЧ2. Дві тривагонні секції могли бути зчеплені в шестивагонний дизель-поїзд.
Надалі після проходження випробувань і дослідної експлуатації перших автомотрис в 1988 році МПС СРСР прийняло рішення про закупівлю партії з 120 трехвагонних секцій, що включають одну автомотрису і два причіпних вагона, після чого було розпочато їх серійне виробництво. Зовні вони незначно відрізнялися від дослідних зразків зміненою лицьовою панеллю буферних ліхтарів збільшеної висоти і відсутністю одного вікна салону, а також мали нове зелено-сіре забарвлення з червоними дверима і помаранчевими переднім панелями. Вагони випускалися з 1988 по 1990 рік, при цьому щорічно в їх конструкцію в міру випуску вносилися невеликі зміни, пов'язані з пристроєм електричних схем і розташуванням допоміжного обладнання. В результаті були створені версії 91M1, 91M2 и 91M3.
Дані по випуску автомотрис наведені в таблиці:
| Рік  | Підтип | Кількість | Номери    |
| ---- | ------ | --------- | --------- |
| 1984 | 91M0   | 2         | 001 — 002 |
| 1988 | 91M1   | 37        | 003 — 039 |
| 1989 | 91M2   | 56        | 040 — 095 |
| 1990 | 91M3   | 27        | 096 — 122 |

## Загальні відомості

### Призначення
Автомотриси АЧ2 і причіпні вагони АПЧ2 призначені для приміських пасажирських перевезень на неелектрифікованих залізницях колії 1520 мм, обладнаних низькими або високими платформами, при температурі зовнішнього повітря від -40 °C До +40 °C. Дві автомотриси можуть експлуатуватися спільно в якості повноцінного дизель-поїзда, в тому числі з причіпними вагонами АПЧ2 між ними, управляючись з однієї кабіни за системі системою багатьох одиниць (СБО). Недоліком двухкабінной компонування АЧ2 в цьому випадку є неможливість переходу пасажирів або членів локомотивної бригади з автомотриси в інші вагони при експлуатації в якості дизель-поїзда — прохід можливий тільки між причіпними вагонами АПЧ2. Також автомотриси АЧ2 можуть використовуватися для службових пасажирських перевезень, таких як інспекційні поїздки керівного складу залізниць або доставка шляховиків до місць проведення робіт і назад.

### Складність
Автомотриса АЧ2 має дві кабіни машиніста і згідно експлуатаційної документації може експлуатуватися як окремо від інших вагонів, так і по СБО з формуванням дизель-поїздів, що складаються або тільки з двох автомотрис АЧ2, або з двох автомотрис АЧ2 (головних моторних вагонів) і від одного до чотирьох причіпних проміжних вагонів АПЧ2, вцепляемых, як правило, між двома автомотрисами (тобто не більше шести вагонів, при цьому не більше двох вагонів АПЧ2 на одну автомотрису). Однак на практиці реалізовувалися і більш складні схеми (наприклад, композиція АЧ2+2АПЧ2+АЧ2+4АПЧ2+АЧ2, де на одну АЧ2 також доводиться по два причіпних вагона, але використовуються відразу три автомотриси).
В останні роки експлуатації в приміському сполученні шестивагонні склади зустрічалися рідко, і найчастіше автомотриси в цей час експлуатувалися або поодинці, або у вигляді трьох- або чотиривагонного складу, сформованого з двох автомотрис АЧ2 і одного або двох проміжних вагонів АПЧ2.

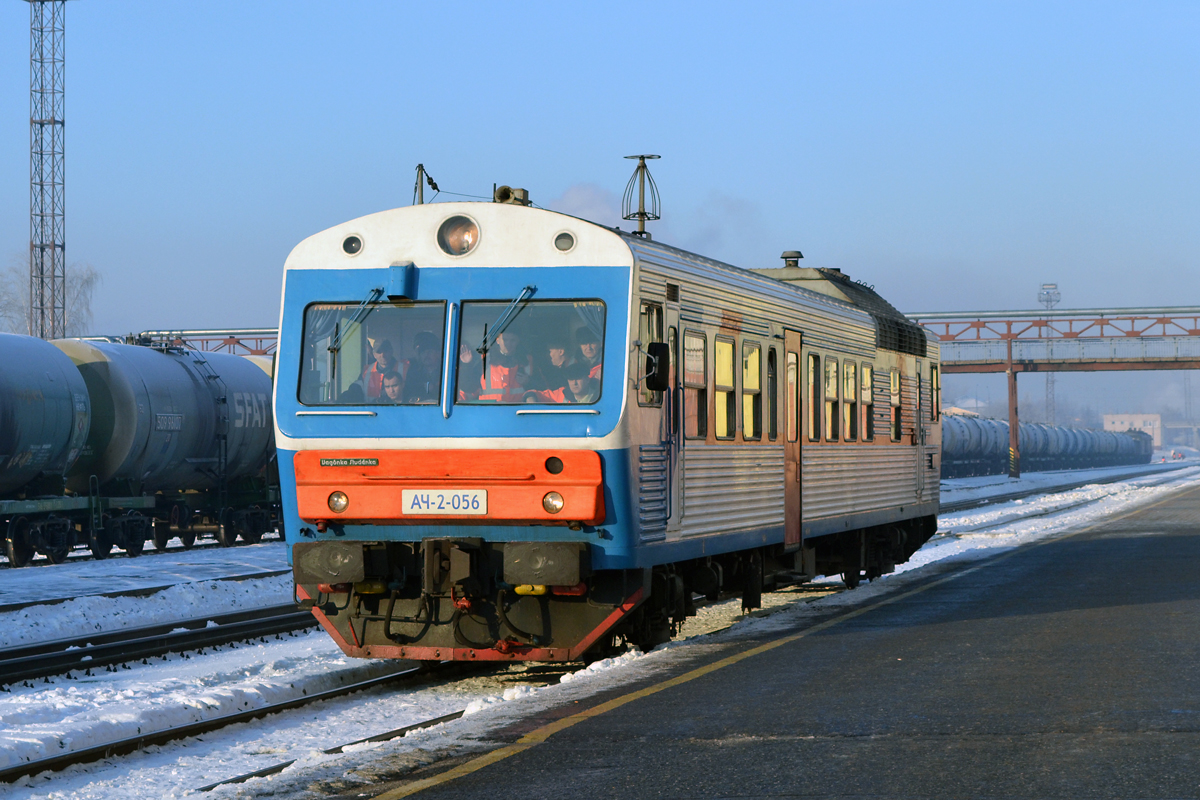
Одновагонна композиція (АЧ2)
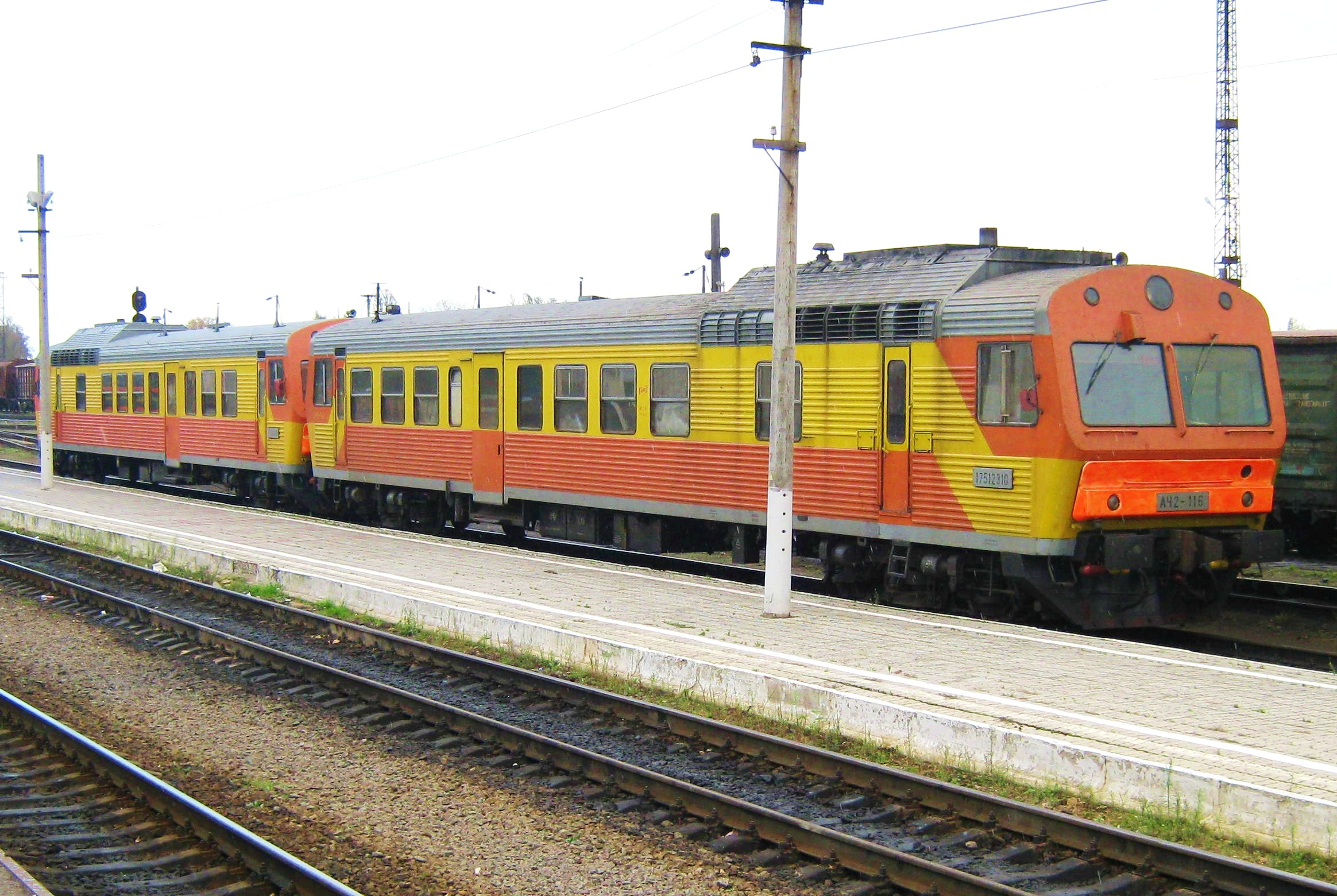
Двохвагонна композиція (2×АЧ2)
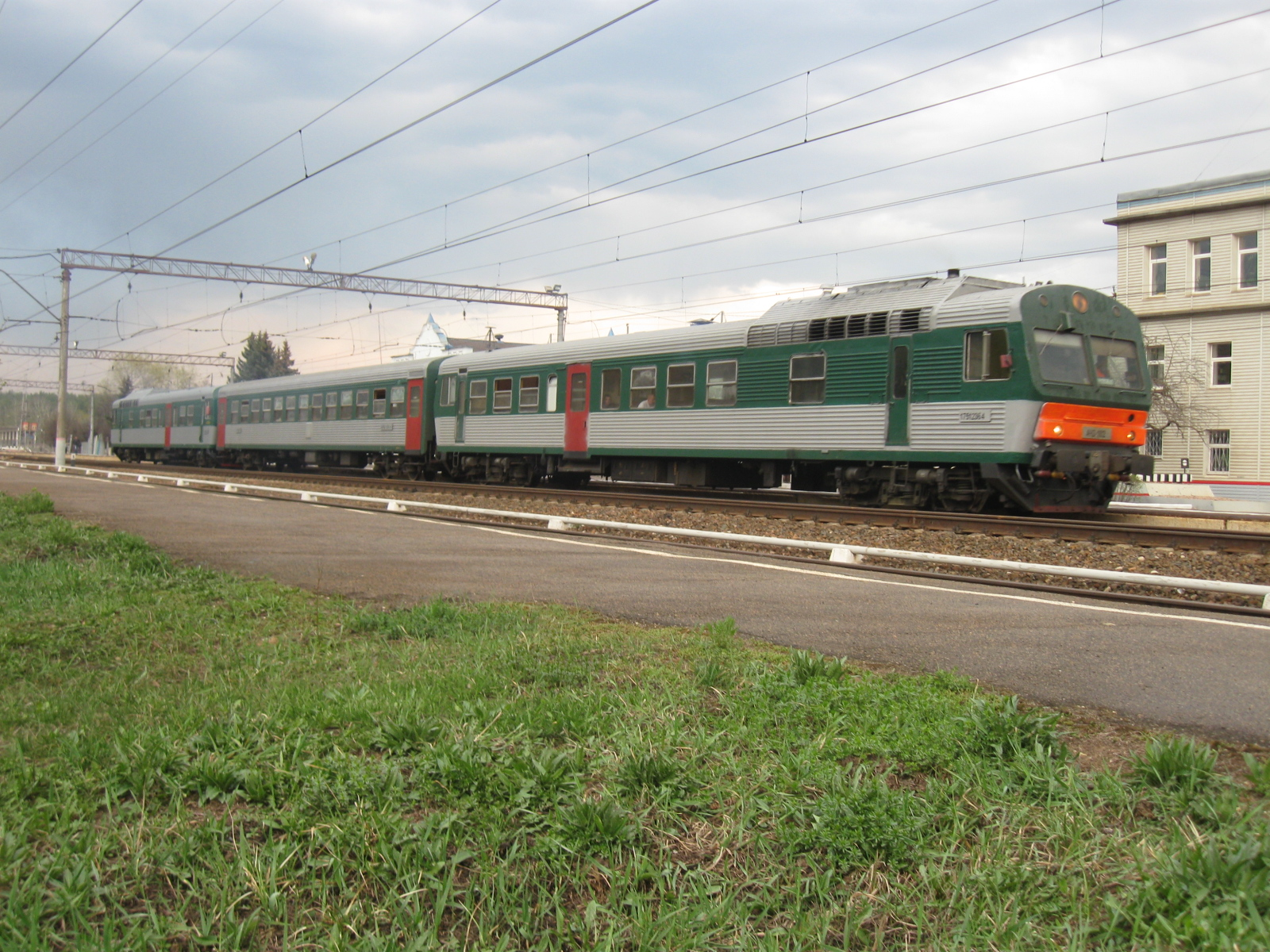
Трехвагонна композиція (АЧ2+АПЧ2+АЧ2)
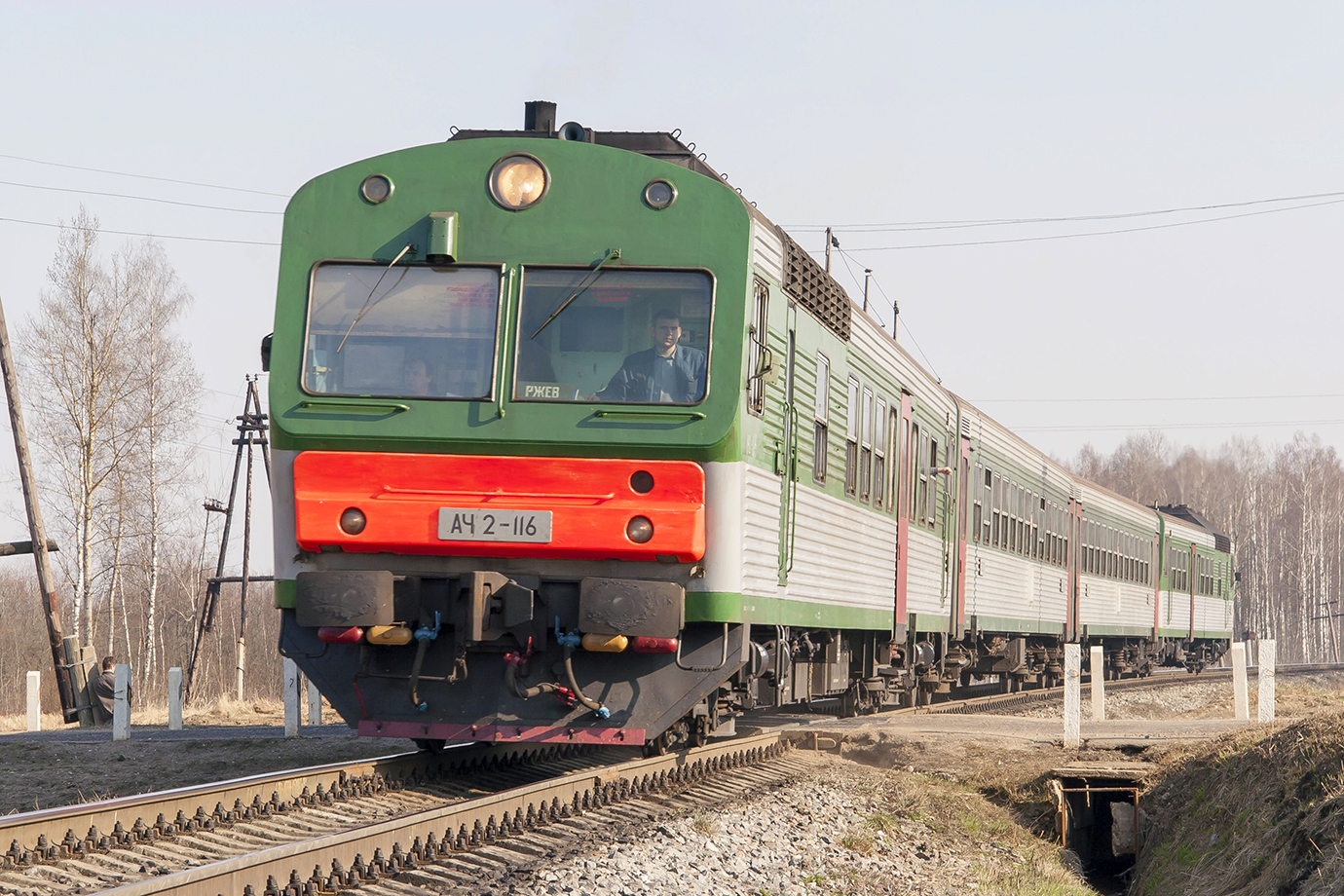
Чотиривагонна композиція (АЧ2+2×АПЧ2+АЧ2)
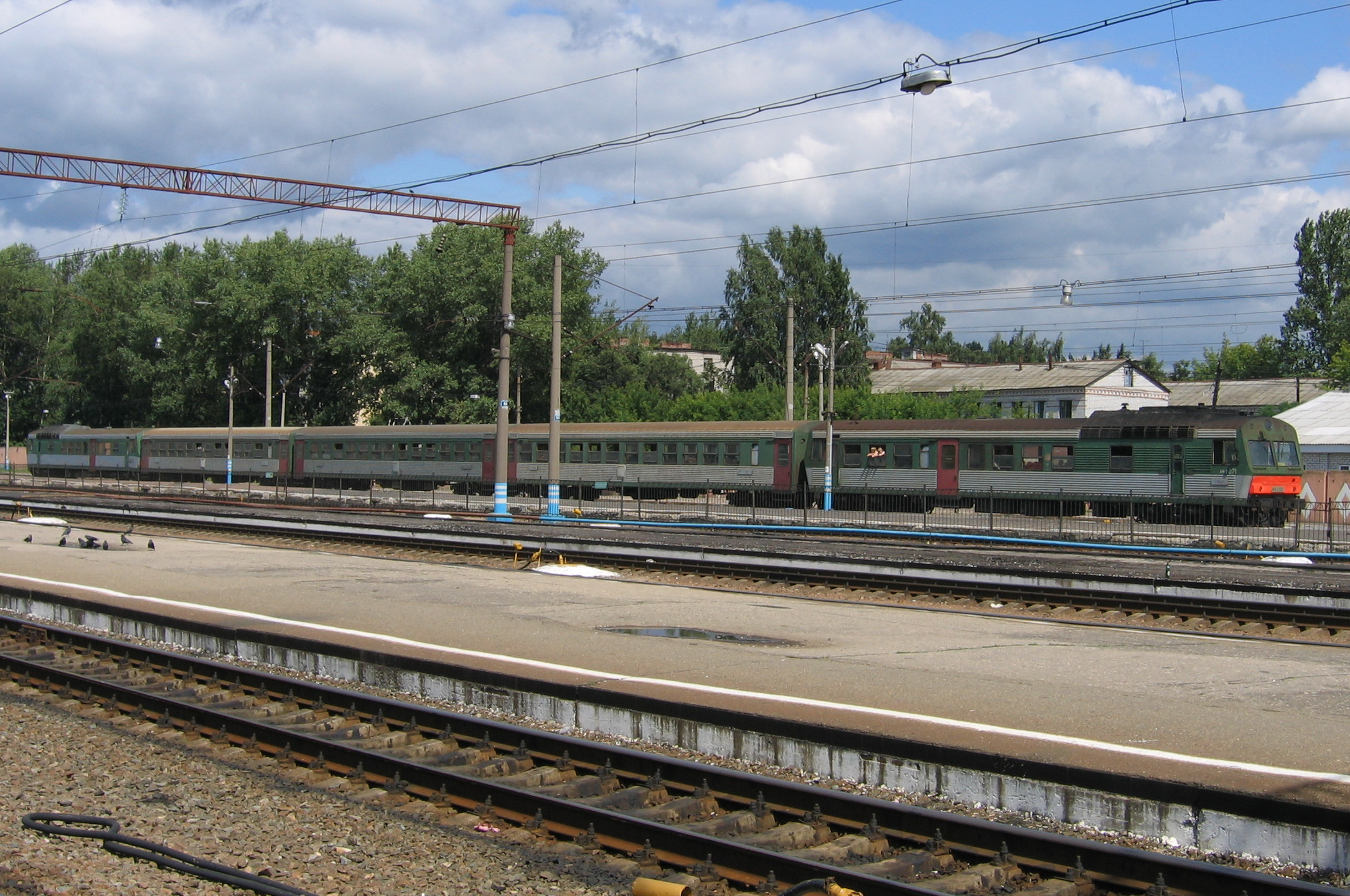
П'ятивагонна композиція (АЧ2+3×АПЧ2+АЧ2)
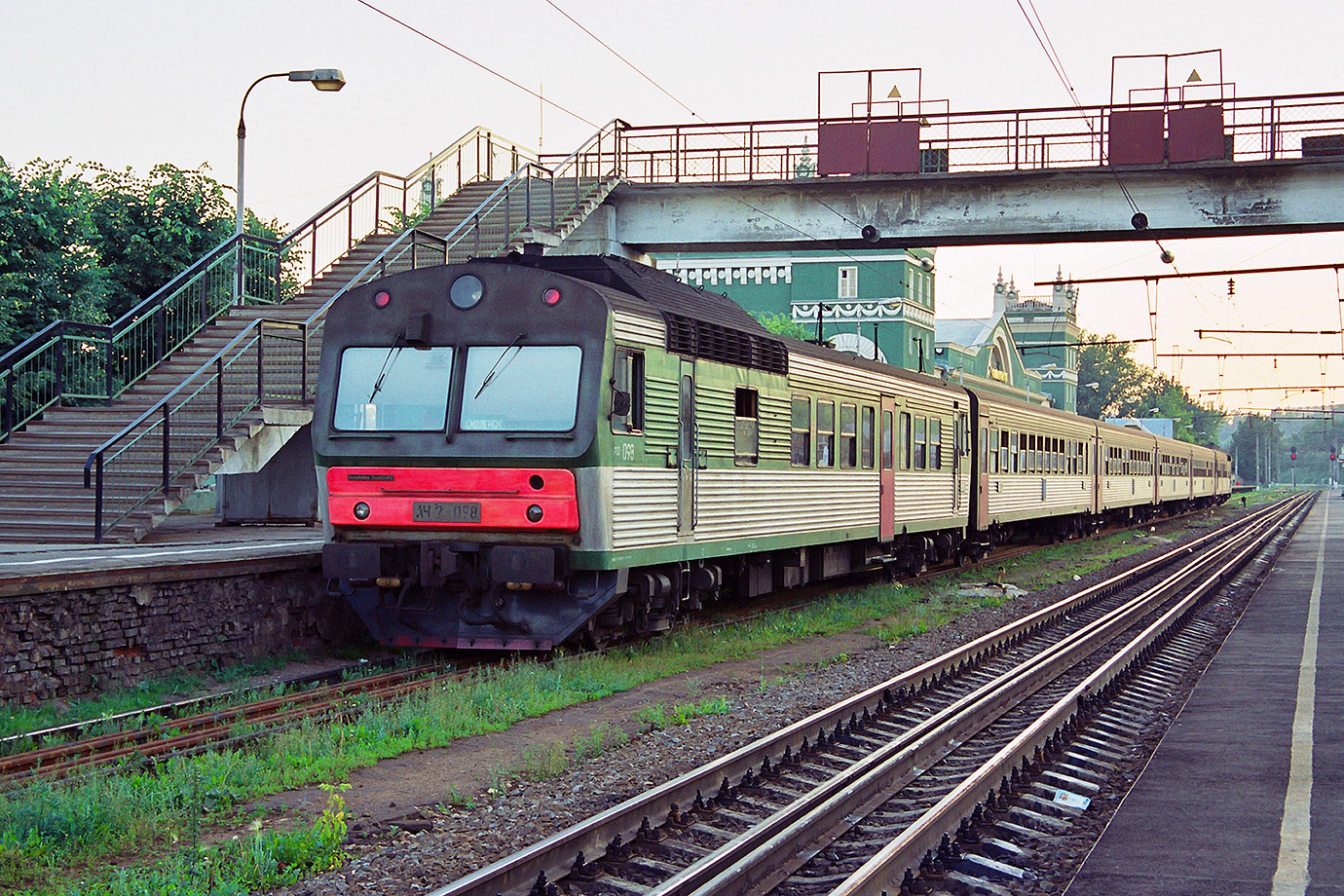
Шестивагонна композиція (АЧ2+4×АПЧ2+АЧ2)

Також автомотриса АЧ2 може експлуатуватися з одним або двома причіпними вагонами АПЧ2 без наявності другої автомотриси в хвості складу. При цьому, завдяки наявності двох кабін, для обороту на кінцевих станціях достатньо лише перецепления автомотриси на іншу сторону причіпних вагонів замість розвороту всього складу або автомотриси. Однак це більш складна схема (в порівнянні зі звичайними дизель-поїздами з двома головними вагонами, де потрібно тільки перехід між кабінами); при пасажирській експлуатації практично не застосовувалася.
Основними композиціями, згідно з керівництвом по експлуатації автомотриси, є:
- з однією автомотрисою — Мг+0…2×Пп;
- з двома автомотрисами (по СМЕ), двосторонні — Мг+0…4×Пп+ Мг;
- з двома автомотрисами (по СМЕ), односторонні — Мг+Пп+Мг+Пп,   Мг+2Пп+Мг+2Пп;

в даному випадку Мг і Пп — умовні позначення моторного головного вагона (АЧ2) і причіпного проміжного вагона (АПЧ2).

### Нумерація та маркування
За системою нумерації для складів АЧ2, прийнятої в СРСР, вагони стандартного комплекту (тобто Мг + Пп + Пп) мають наступну нумерацію і маркування:
- головний моторний-у форматі АЧ 2-ХХХ;
- проміжні причіпні-у форматі АПЧ 2-ХХХ-2 і АПЧ 2-ХХХ-4,

де ХХХ — три цифри номера складу (від 001 до 122).
Після букви Ч в заводському маркуванні, як і в документації заводу-виробника, присутній пробіл. У радянській літературі, а також при виконанні маркування фарбою на борту при ремонтах цей пробіл, як правило, не ставився.
Така система нумерації збереглася і після розпаду СРСР.
Повне маркування головного моторного вагона наноситься на табличці, розміщеній на лобовій частині кабіни між буферних ліхтарів по центру, а також збоку під правим боковим вікном кожної кабіни. На деяких автомотрисах (наприклад АЧ2-038) замість серії і номера на бічних табличках вказано мережевий номер. У деяких машин бічні таблички були зняті, і замість них фарбою наносилося тільки позначення номера автомотриси.

### Технічна характеристика
Основні технічні характеристики автомотриси АЧ2 і причіпного вагона АПЧ2:
| Параметр                                                                           | Вагон           | Вагон            |
| Параметр                                                                           | АЧ2 (моторний)  | АПЧ2 (причіпний) |
| ---------------------------------------------------------------------------------- | --------------- | ---------------- |
| Осьова формула                                                                     | 20-2 (UIC B'2') | 2-2 (UIC 2'2')   |
| Розміри                                                                            |                 |                  |
| Габарит (за ГОСТ 9238—83)                                                          | 1-ВМ            | ?                |
| Довжина по осях автозчепів, мм                                                     | 25 000          | 25 000           |
| Довжина по кузову, мм                                                              | 24 500          | 24 660           |
| Ширина по гофрам, мм                                                               | 3100            | 3100             |
| Максимальна висота від РГР, мм                                                     | 4691 (4480)     | 4125             |
| Висота підлоги від РГР, мм                                                         | 1290            | 1290             |
| Висота осі автозчеплення від РГР, мм                                               | 1060            | 1060             |
| Шкворнева база, мм                                                                 | 17 200          | 17 200           |
| Повна колісна база, мм                                                             | 19 700          | 19 600           |
| Колісна база візків, мм                                                            | 2500            | 2400             |
| Діаметр нових/макс. зношених коліс, мм                                             | 950/870         | 950/870          |
| Ширина колії, мм                                                                   | 1520            | 1520             |
| Мінімальний радіус прохідних кривих, м                                             | 100/80          | 100/80           |
| Масові характеристики                                                              |                 |                  |
| Маса тари, т                                                                       | 59              | 37               |
| Максимальне навантаження на вісь, тс                                               | 20              | ?                |
| Місткість                                                                          |                 |                  |
| Число сидячих місць                                                                | 67 (70)         | 123              |
| Місткість для стоячих пасажирів                                                    | 94              | 167              |
| Тягові характеристики                                                              |                 |                  |
| Потужність дизеля, кВт (к. с.)                                                     | 736 (1000)      | —                |
| Запас ходу без дозаправки, км                                                      | 800             | —                |
| Прискорення, м/c²                                                                  | 0,8             | —                |
| Конструкційна швидкість, км/год                                                    | 120             | 120              |
| Максимальна службова швидкість, км/год                                             | 120             | 120              |
| Гальмівний шлях при конструкційної швидкості на прямій ділянці шляху, м, не більше | 1000            | 1000             |
| Запаси                                                                             |                 |                  |
| Запас палива, кг                                                                   | 1500            | —                |
| Запас піску, кг                                                                    | 160             | —                |
| Запас масла дизеля, кг                                                             | 150             | —                |
| Запас масла гідропередачі, кг                                                      | 265             | —                |

### Варіанти фарбування
Перші дві автомотриси були пофарбовані в малиновий і сріблястий кольори за наступною схемою: верхня половина лобової частини, борти на рівні вікон і вузька смуга внизу, а також пасажирські двері — малинові; нижня половина лобової частини, дах зі скатами і велика частина бортів під вікнами — сріблясті. Передня панель буферних ліхтарів забарвлювалася в помаранчевий колір. У серійних автомотрис схема забарвлення майже не змінилася, але замість малинового кольору був застосований темно-зелений, а пасажирські двері стали червоними. Пізніше (при перефарбовуванні) у такої схеми з'являлися ще варіанти. Сріблястий часто змінювався на світло-сірий, при цьому замість зеленого іноді застосовувався синій (наприклад, АЧ2-060 до перефарбовування в кольори РЖД).

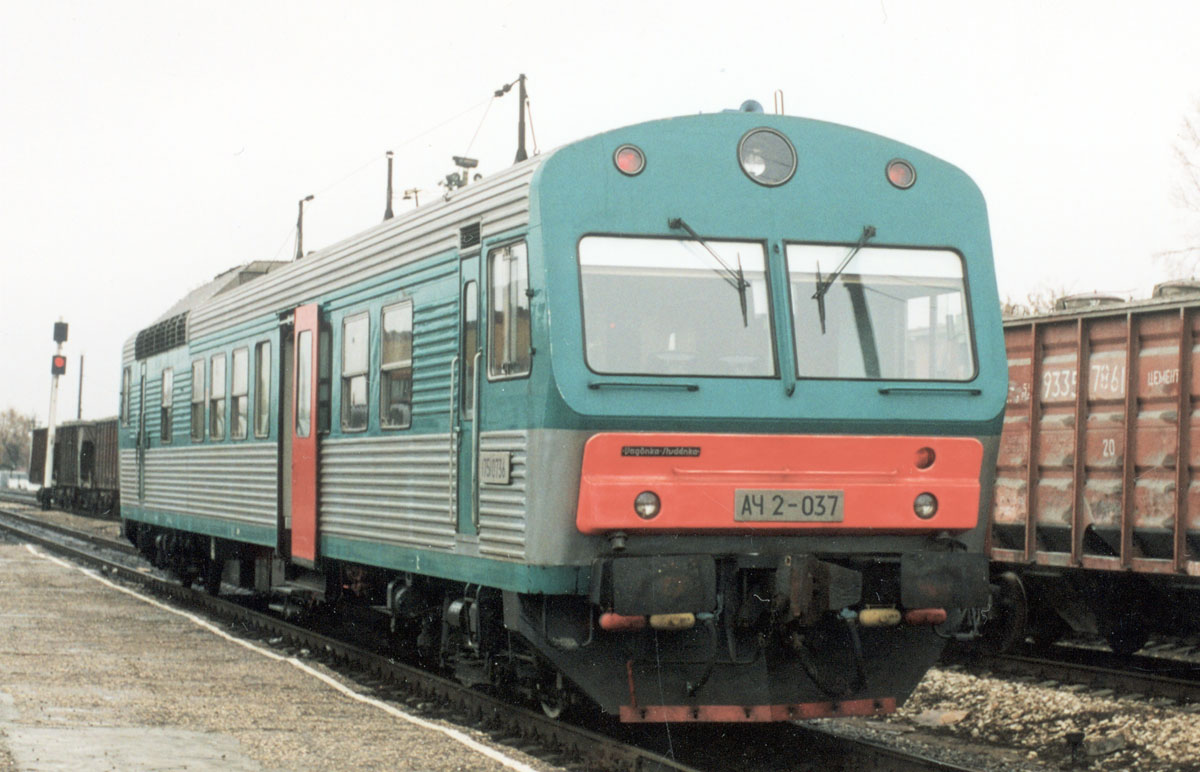
АЧ2-037 в зелено-сірому забарвленні (з червоними дверима), близькою до заводської

В процесі експлуатації автомотрис в різних депо були розроблені власні схеми їх забарвлення, в ході яких у даху, як правило, зберігався оригінальний сріблястий колір, в той час як бічні і лобові стіни отримували нову забарвлення.

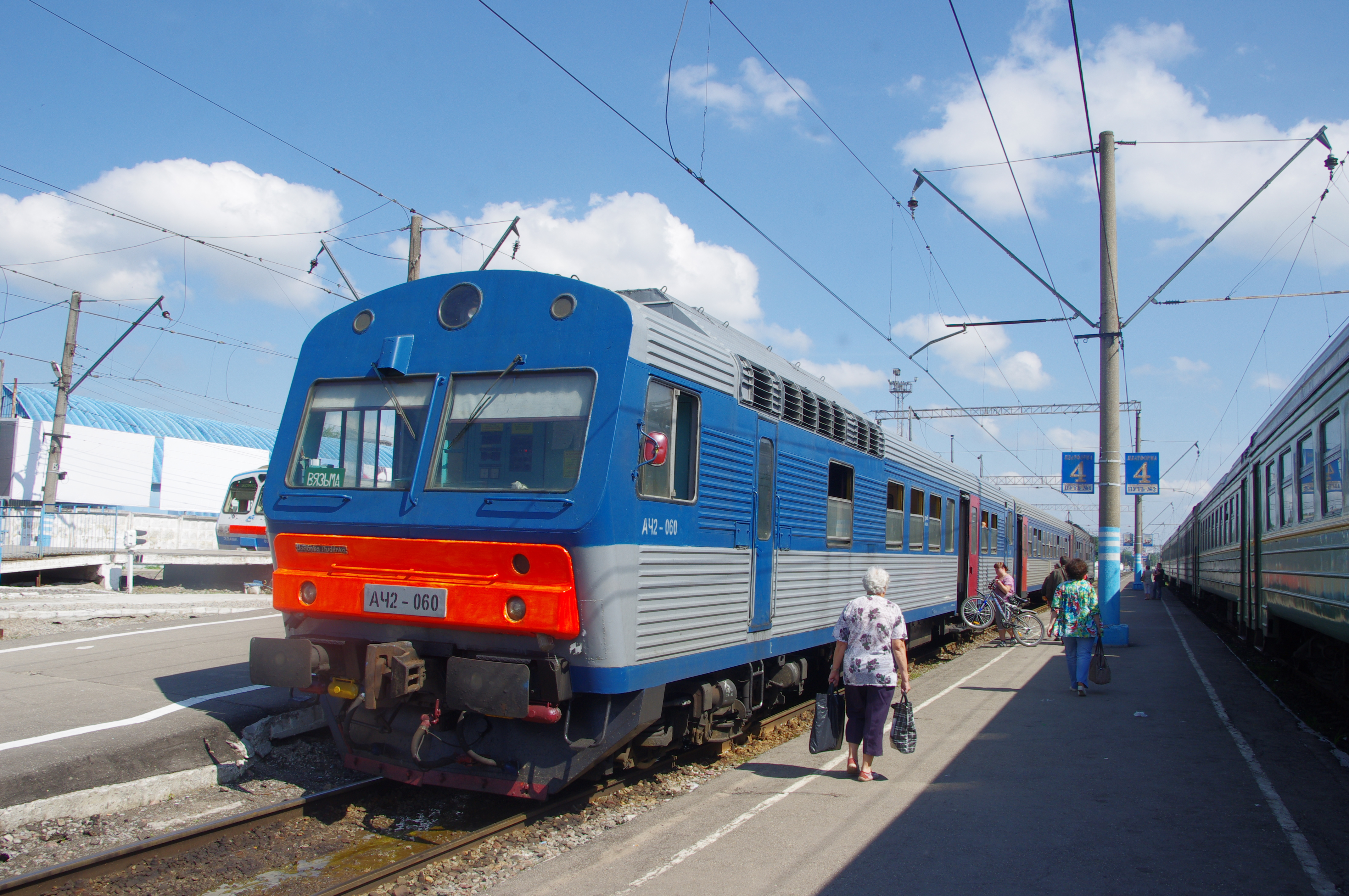
Трехвагонний склад АЧ2/АПЧ2 у синьо-сірому забарвленні (з червоними дверима). Вид на АЧ2-060
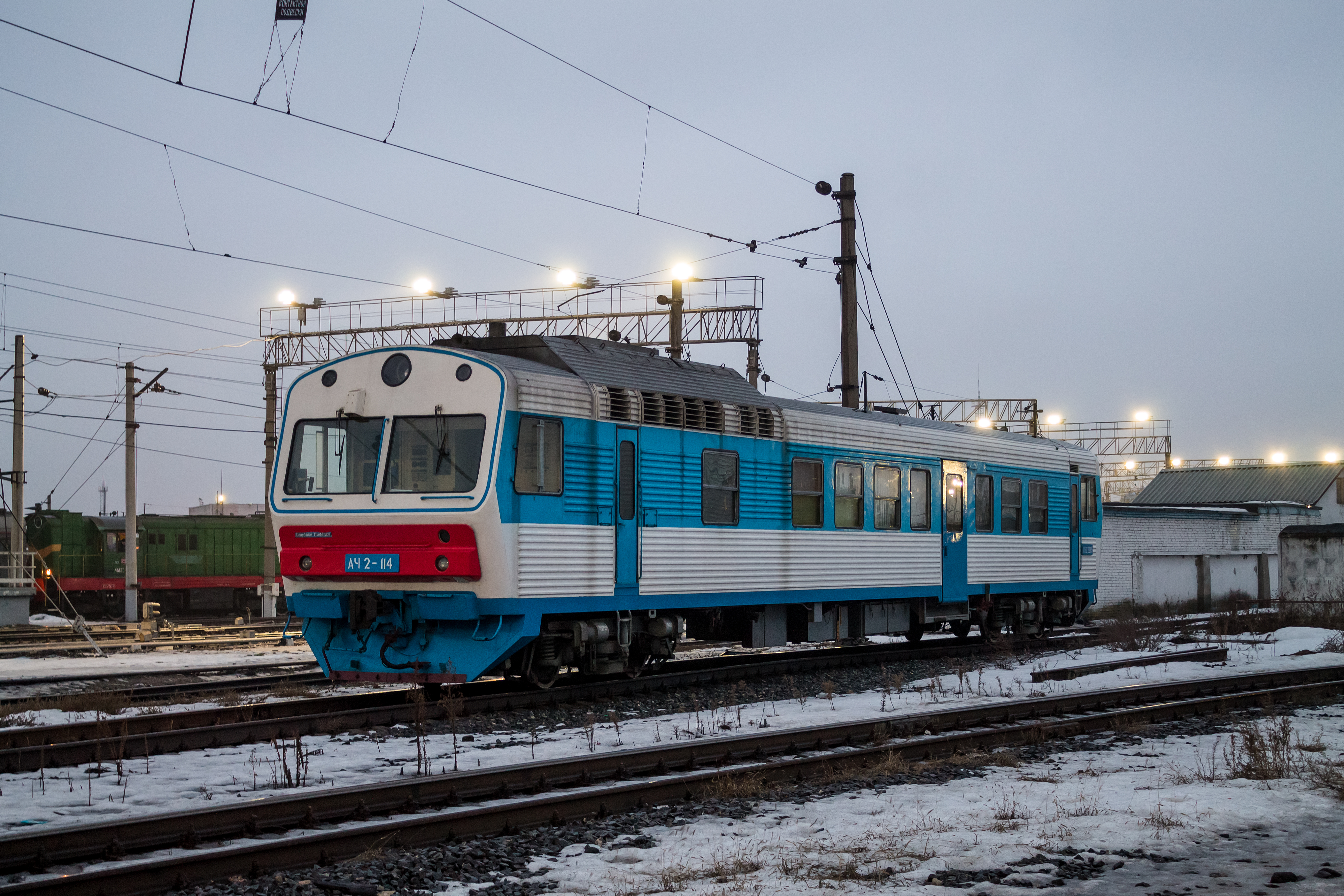
АЧ2-114 у біло-блакитному забарвленні з білою кабіною
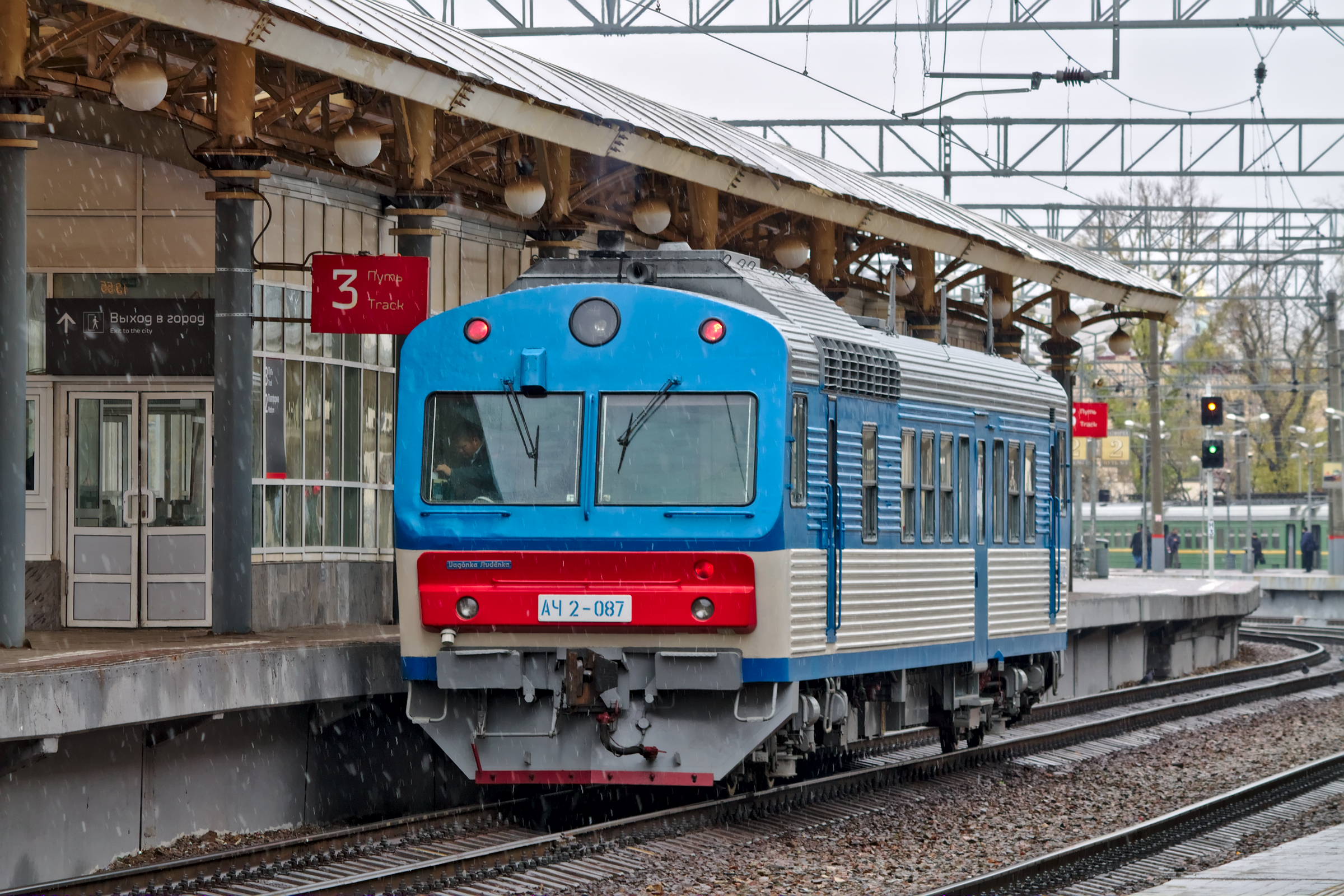
АЧ2-087 у біло-блакитному забарвленні з блакитною кабіною
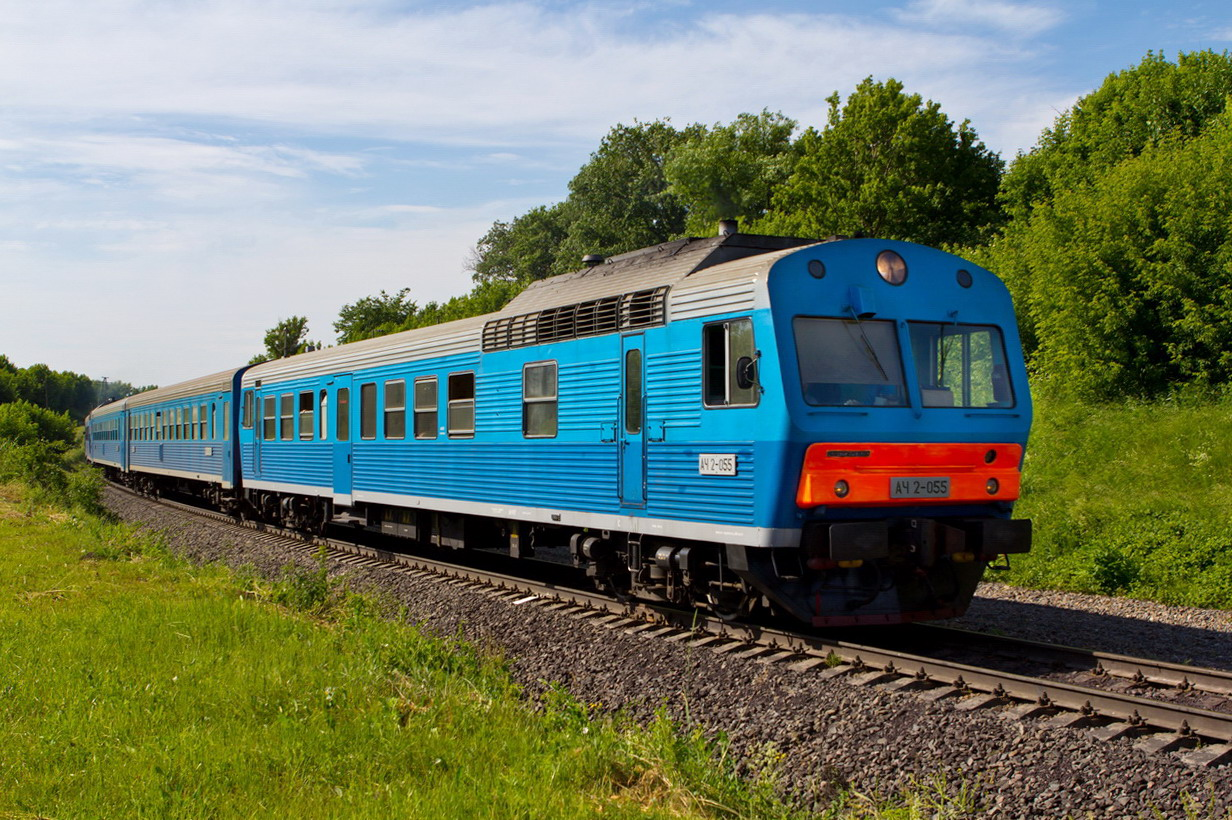
Чотирьохвагонний склад АЧ2/АПЧ2 у двоколірному синьо-блакитному забарвленні депо Брянськ-I. Вид на АЧ2-055
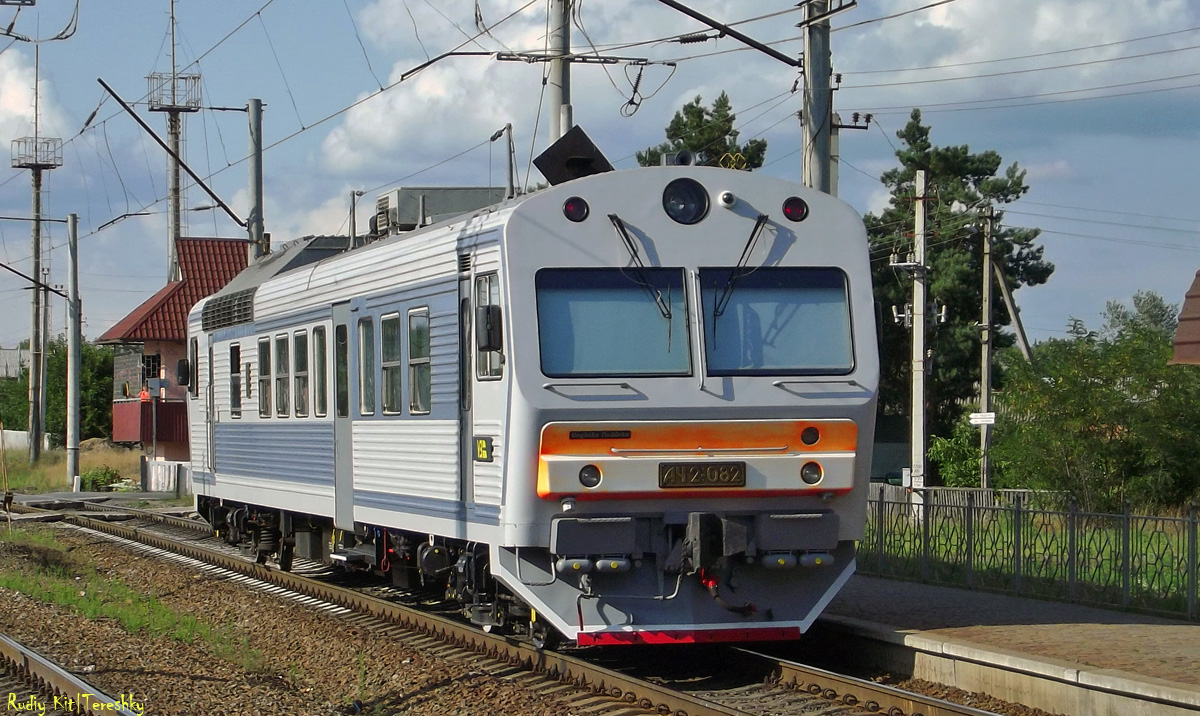
АЧ2-082 у біло-синьому забарвленні УЗ
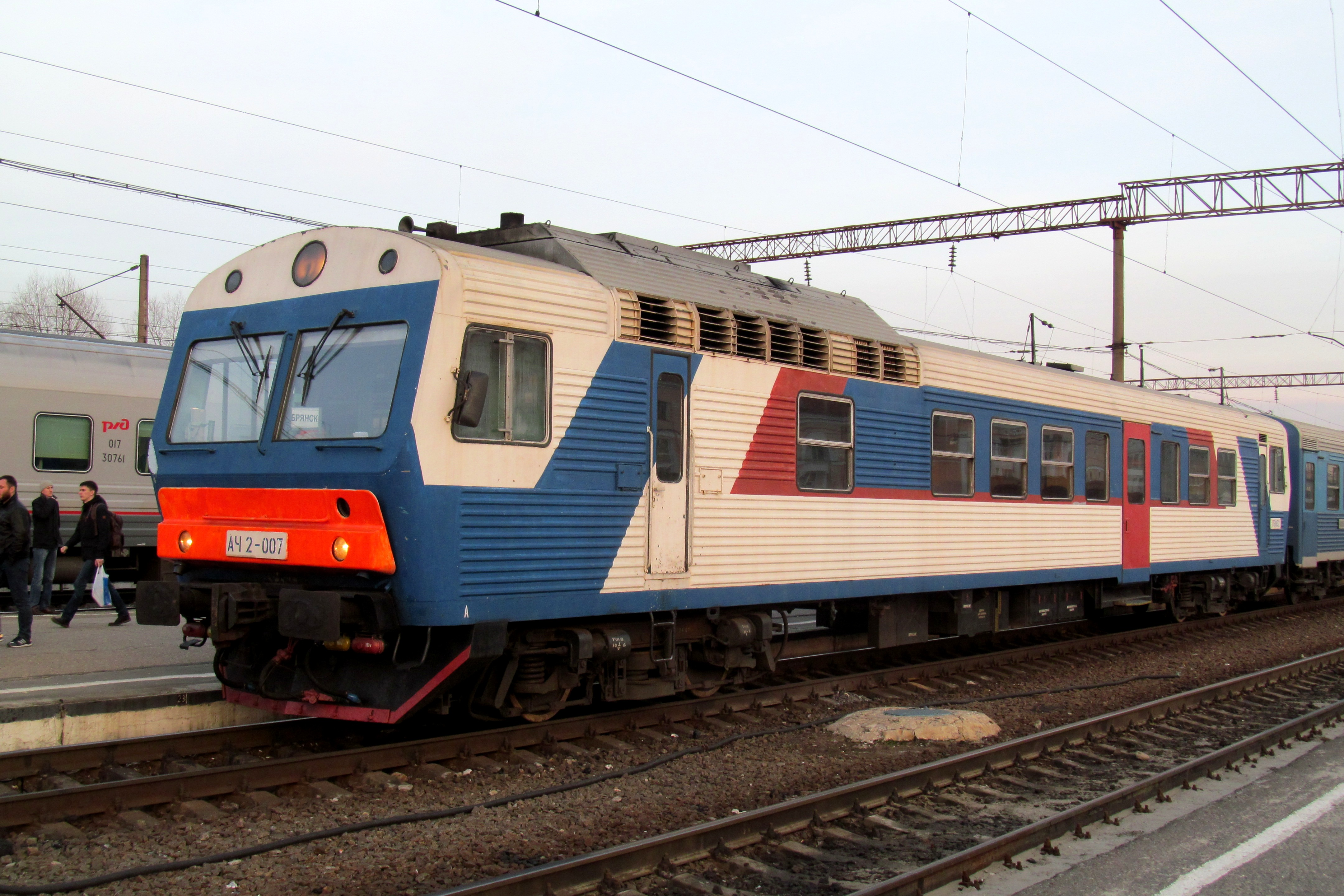
АЧ2-007 у біло-синьому забарвленні (з червоними дверима) на Горьківській залізниці
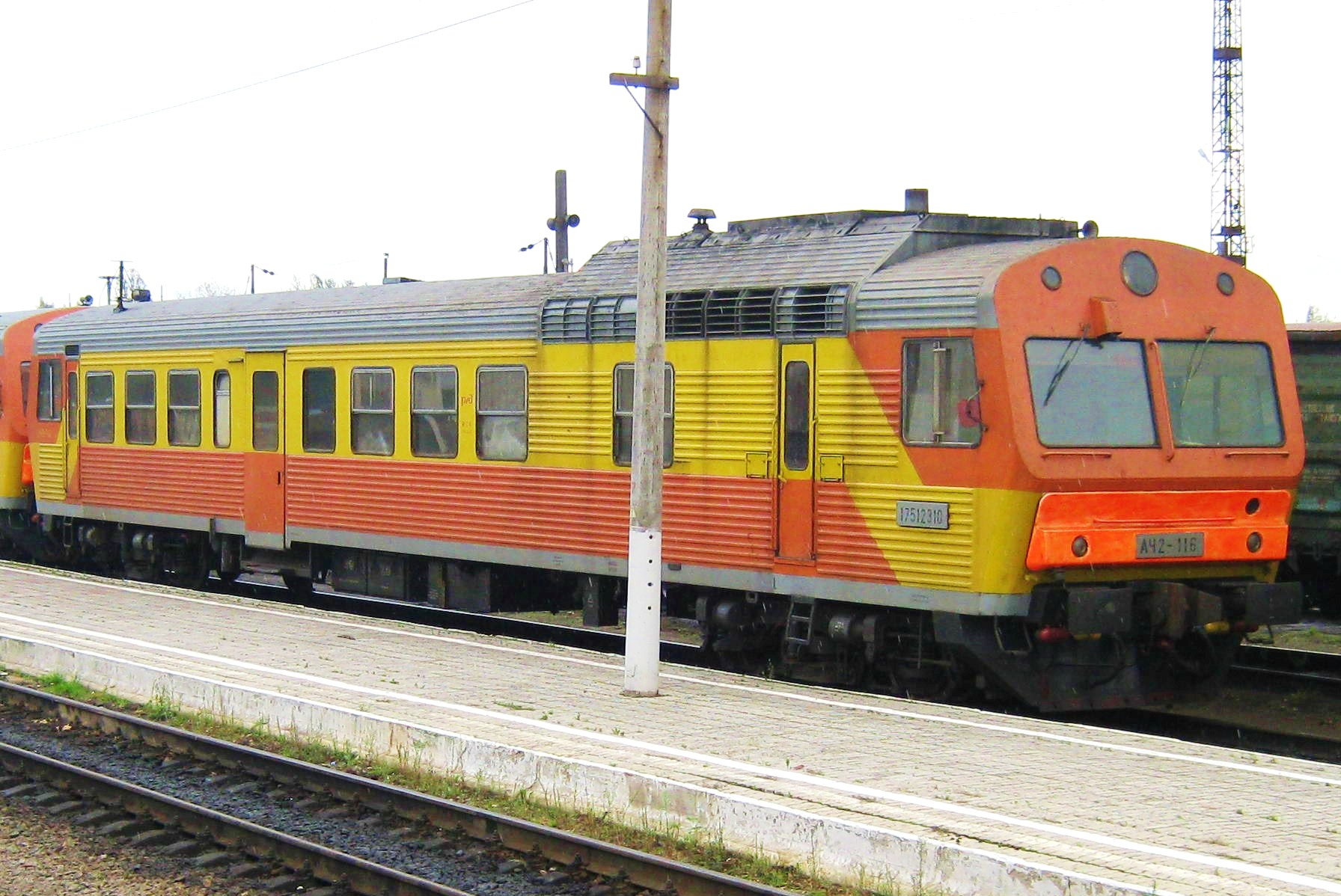
АЧ2-116 у оранжево-жовтому (службовому) забарвленні
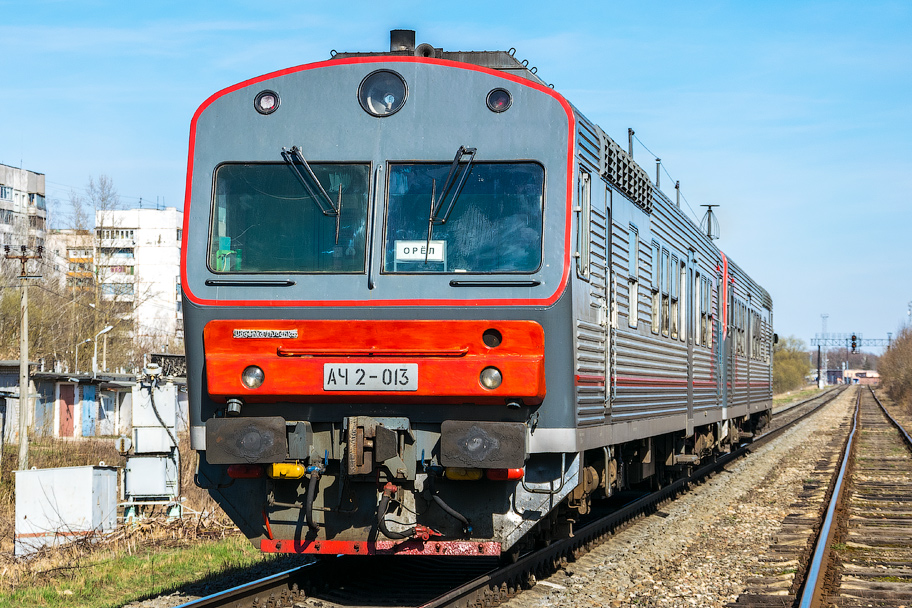
АЧ2-013 з АЧ2-060 у сіро-червоному корпоративному забарвленні РЖД (варіант з червоними смугами)
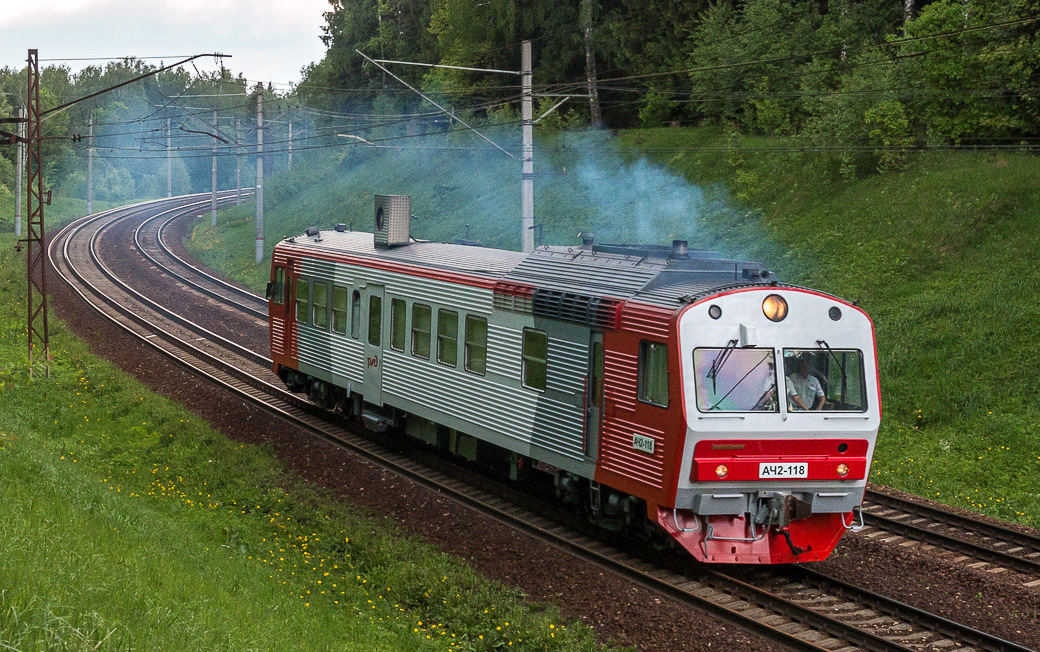
АЧ2-118 у сіро-червоному корпоративному забарвленні РЖД (варіант з червоними боковинами кабін)

## Конструкція

### Механічна частина

#### Кузов
Кузов автомотриси АЧ2 двокабінний, несучої конструкції, суцільнометалевий (має зварену конструкцію з прокатних профілів). Зовнішнє облицювання кузова, металева підлога і підвіконна частина каркаса виготовлені з нержавіючої сталі. Сталеві листи для облицювання боків, даху і металевої підлоги має трапецеїдальний гофрований профіль. Кузов складається з головної рами, бічних стін, даху і лобових частин кабін управління. У причіпних вагонів АПЧ2 кузов без кабін і має схожу конструкцію, замість кабін по краях розташовані торцеві стіни з міжвагонним переходом.
Для зчеплення вагонів АЧ2 або АПЧ2 між собою або з іншим рухомим складом по торцях рами кожного вагона встановлені автозчеплення СА-3 з підресорним обладнанням Р-2П, з боків від яких розміщені буфера.

#### Візки
Кожен вагон АЧ2 і АПЧ2 має двовісні візки з центральним шворнем і двоступінчастим ресорним підвішуванням у вигляді циліндричних кручених пружин. Візок автомотриси АЧ2 з боку машинного відділення — приводний, візок з боку салону АЧ2 і обидва візки АПЧ2 — неприводні (підтримуючі). На моторному вагоні АЧ2 приводний візок моделі 8-817. 4 схожий по конструкції з неприводной, моделі 8-817. 5, і відрізняється наявністю осьових редукторів на кожній осі, які отримують крутний момент від встановленої позаду візка гідропередачі. Гідропередача пов'язана шарнірним валом з прохідним осьовим редуктором НП-20 (з прямими і конічними шестернями), який, в свою чергу, пов'язаний іншим шарнірним валом з кінцевим осьовим редуктором НК-20 (з конічними шестернями) на іншій осі .
Візки причіпних вагонів АПЧ2 відрізняються від неприводних візків моторних вагонів АЧ2 відсутністю гальмівних циліндрів і на 100 мм меншою колісною базою: у АЧ2 вона становить 2500 мм, у АПЧ2 — 2400 мм.

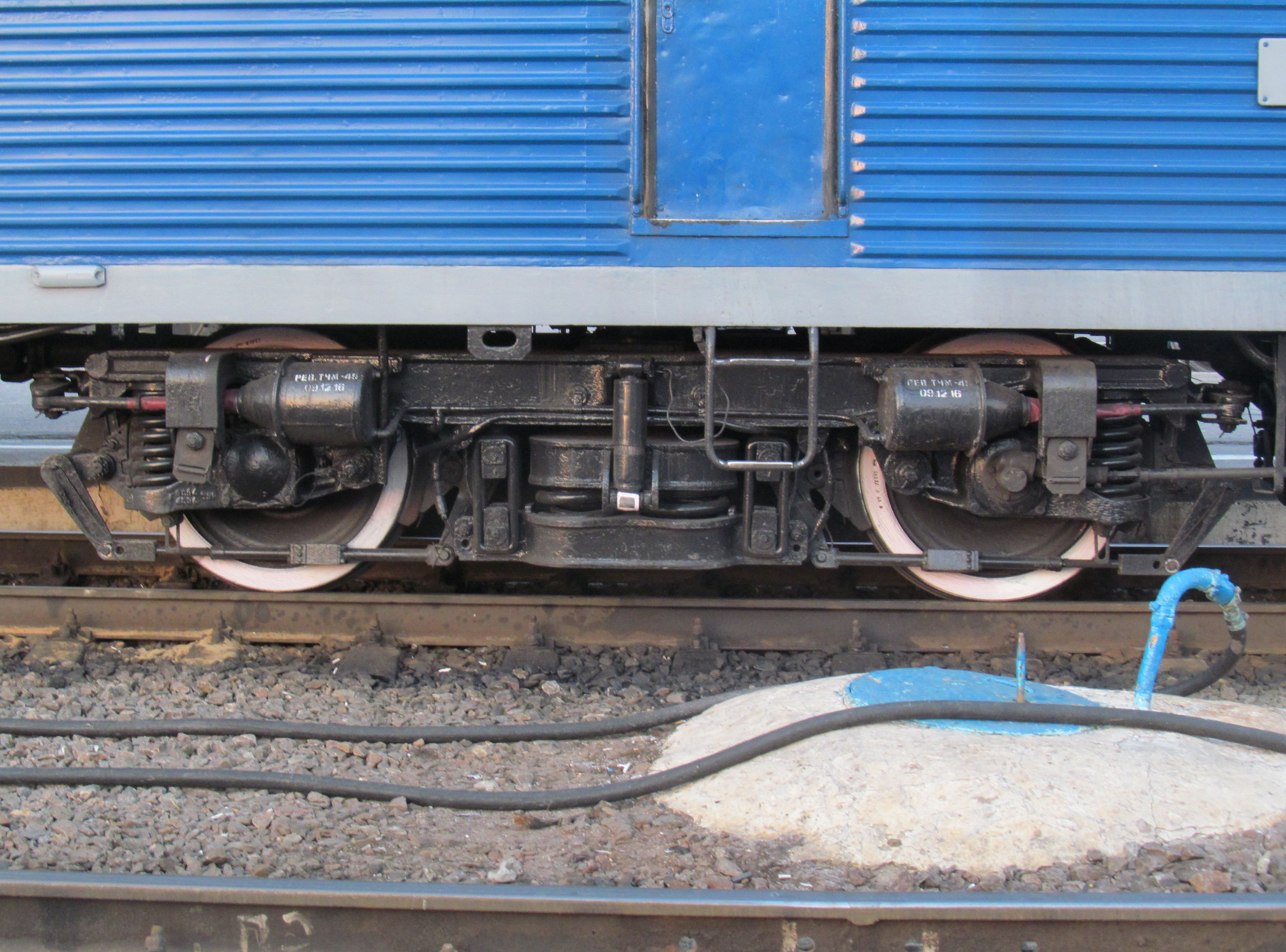
Приводний візок автомотриси АЧ2
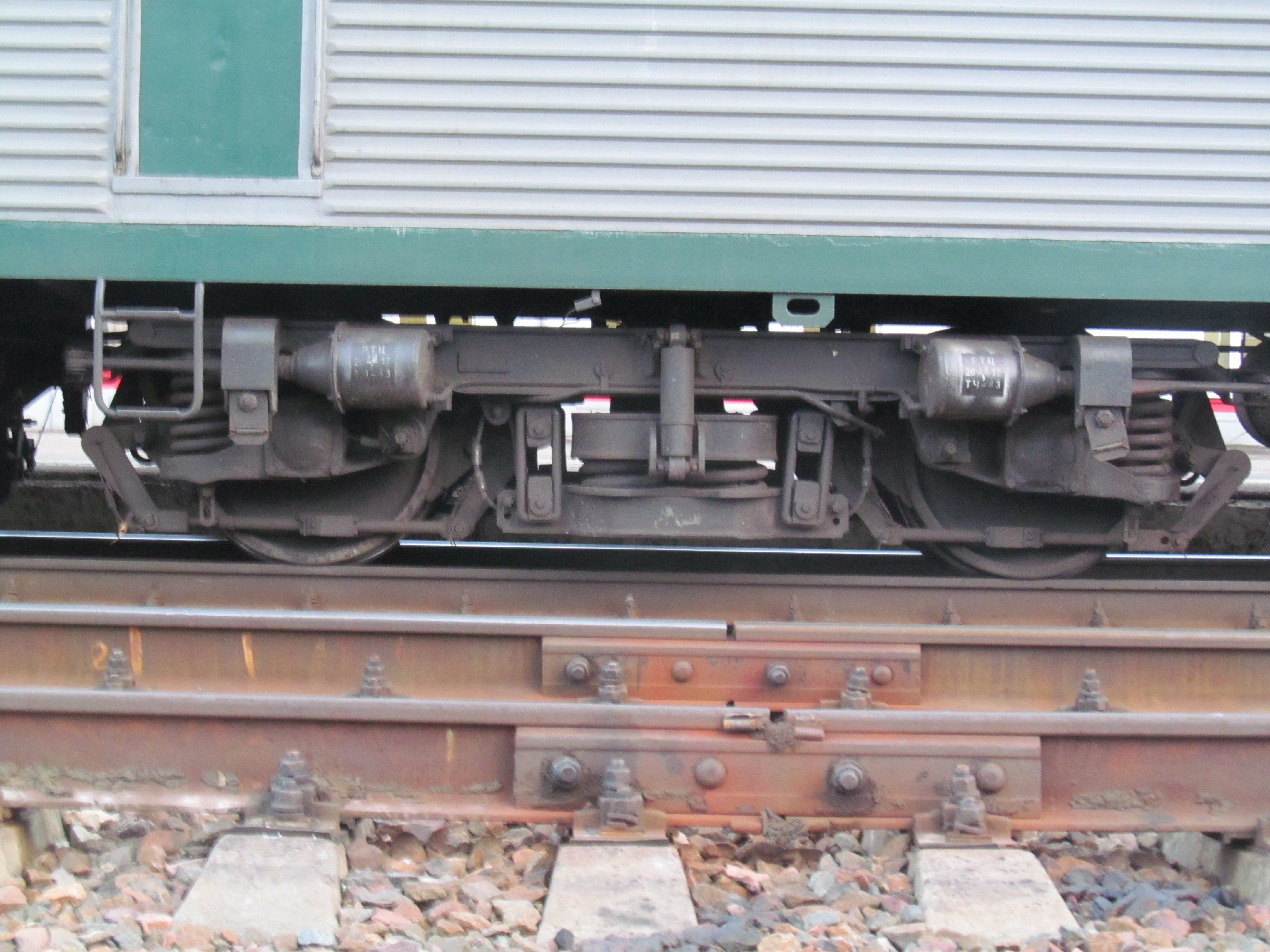
Нериводний візок автомотриси АЧ2
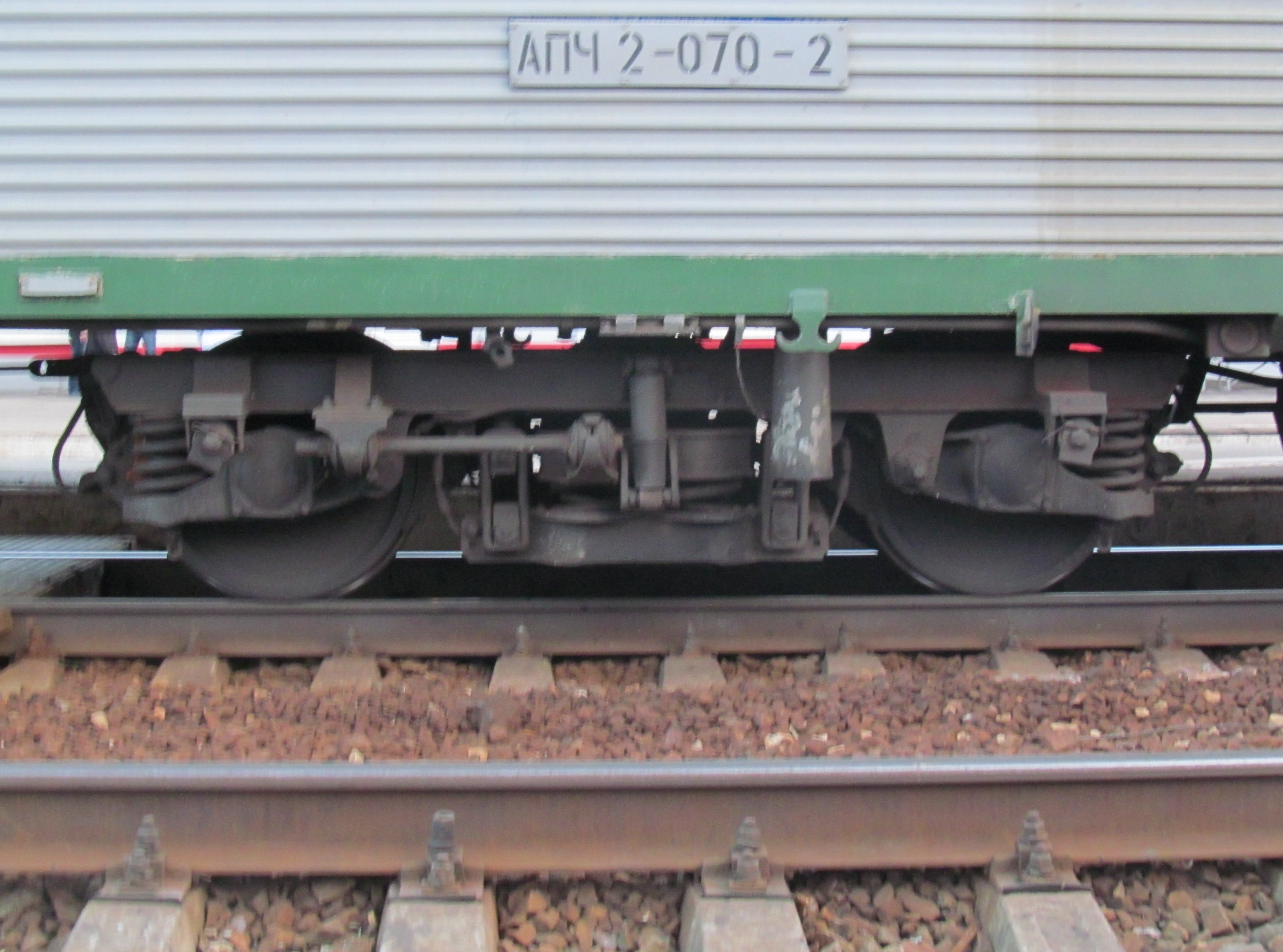
Візок причіпного вагона АПЧ2

Візки суцільнометалеві, зварної конструкції, з подвійним підресорюванням і гідравлічною амортизацією у вторинному підресорюванні. Головна поперечна балка вагонної коробки лежить на люльці візка, що спирається об пружини вторинного підресорювання.
Колісні пари візки безбандажні, діаметр нових необточених коліс по колу катання становить 950 мм, максимально зношених коліс — 870 мм.
Маса ведучої і підтримуючої візків автомотриси становить 10 400 кг і 7240 кг відповідно.

### Силова установка
Силова установка автомотриси розташована в машинному відділенні вагона і складається з рами і змонтованих на ній дизельного двигуна, гідропередачі і ряду інших пристроїв (вихлопного трубопроводу з глушником випуску, установки повітряного компресора і тому подібного). Рама силової установки закріплена до рами вагона у восьми місцях за допомогою гумових прокладок. Двигун і гідропередача з'єднані між собою за допомогою гумокордної муфти і проміжного валу карданної передачі, що передає момент обертання між цими агрегатами.

#### Дизельний двигун

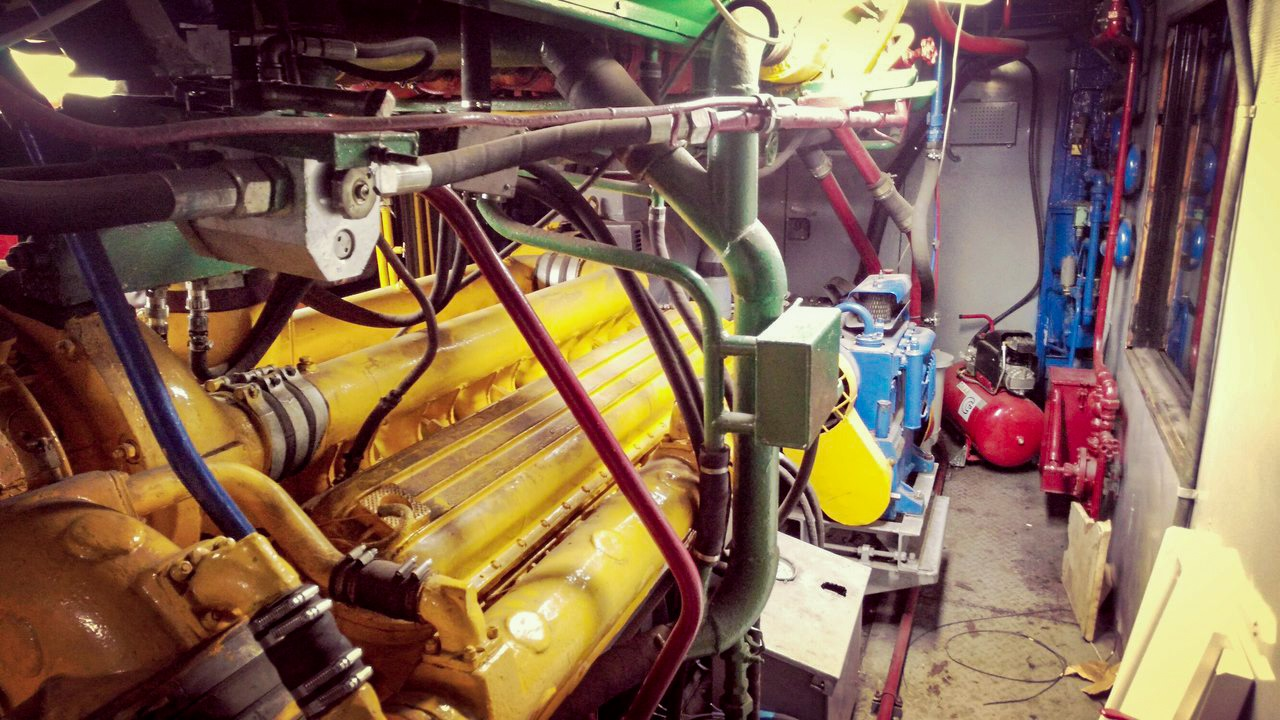
Дизельний двигун М756Б-1 у машинному відділенні АЧ2

На автомотрисі АЧ2 в машинному відділенні встановлений V-подібний 12-циліндровий чотиритактний дизельний двигун М756Б-1 (12ЧН18/20) виробництва ленінградського заводу «Звєзда», застосовуваний також на будувалися в той же час модифікаціях дизель-поїзда ДР1А. Номінальна (повна) потужність дизеля становить 736 кВт (1000 к.с.), робочий об'єм — 62,4 л, ступінь стиснення — 13,5 ± 0,5, номінальна частота обертання — 1500 об/хв, частота обертання холостого ходу — 750 об/хв, питома витрата палива в режимі повної потужності — 215 г/кВт•год. Кут розвалу циліндрів — 60°, діаметр циліндра — 180 мм, хід поршня в циліндрі — 200 мм. Максимальна потужність, що знімається з переднього фланця дизеля для приводу допоміжних машин — 59 кВт. Довжина двигуна становить 2405 мм, ширина — 1240 мм, висота — 1475 мм, маса — 2000 кг. Ресурс двигуна до повної перебирання становить 11 000 годин (300 000 км пробігу); повний (до списання) ресурс двигуна 29 000 годин (700 000 км пробігу).
Пуск двигуна здійснюється двома електростартерами, які синхронно приводять у рух колінвал двигуна через зубчасту передачу. Обидва стартера знаходяться на задній надставці картера двигуна.
Двигун працює на дизельному паливі типів Л-0,5-61, Л-0,2-61 (відповідно до ГОСТ 305—82), NM-4, NM-22 (відповідно до ЧСН 65 6506). Підігрів палива відбувається від охолоджуючої води двигуна. Паливна система включає паливний насос, крильчатий топливоподкачивающий насос, сітчастий фільтр грубої очистки палива, фетровий фільтр тонкого очищення палива, а також форсунки і трубопроводи (високого і низького тиску). Паливний насос поміщений між моноблоками циліндрів і приводиться в дію від колінчастого вала. Топливоподкачивающий насос має привід від електродвигуна і розміщений в стороні від дизеля.
Двигун має газотурбінний наддув від одного турбокомпресора (турбокомпресора, встановленого на передній частині двигуна). Смазка дизеля выполнена по принципу сухого картера, то есть масло не хранится в картере дизеля, а подаётся в него из отдельного масляного бака. Мастило дизеля виконана за принципом сухого картера, тобто масло не зберігається в картері дизеля, а подається в нього з окремого масляного бака.
Картер двигуна виконаний з алюмінієвого сплаву і складається з двох частин — верхнього і нижнього картерів. Верхній картер призначений для передачі зусиль, нижній грає роль резервуара для циркулюючого масла До передньої частини картера приєднаний фланець, на якому знаходиться турбонагнітач. Із задньої частини картера виводиться вихідний вал з фланцем для відбору потужності.
Колінчастий вал виконаний з легованої сталі. Шість колін кривошипів розташовані під кутом 120°. Вал встановлений в шести підшипниках у верхньому картері;сьомий підшипник є опорним. На задньому кінці валу встановлений пружинний амортизатор крутильних коливань, а на передньому — силіконовий демпфер. На цьому ж валу змонтовані 12 шатунів з легованої сталі, шість з яких є головними. Нижні головки головних шатунів розділені. Поршні виконані з алюмінієвого сплаву і мають по п'ять поршневих кілець. Поршневі пальці плаваючі.
Головки циліндрів виготовлені з легких сплавів як моноблоки для шести циліндрів і закріплені на картері. Втулки циліндрів виконані подвійними. У верхній частині моноблока встановлені розподільні вали, впускні і випускні клапани, керовані розподільним механізмом. На внутрішній стороні моноблока встановлений впускний трубопровід, на зовнішній — випускний трубопровід.
Система змащення двигуна (циркуляційна, під тиском) складається з масляного насоса шестеренчатого типу з подвійним сітчастим фільтром грубої очистки масла і відцентровим фільтром тонкого очищення масла, відкачує насоса, зворотних клапанів і трубопроводу. Крім цього є маслоподкачивающий насос, призначений для подачі масла до місць змащення перед пуском двигуна, а також для перекачування масла через масляний теплообмінник при нагріванні масла перед пуском двигуна. В системі змащення двигуна використовується масло марки М-14В2 ГОСТ 12337—84 або М-20БП ТУ 38-101593-75.
Система охолодження двигуна рідинного типу з примусовою циркуляцією (тиск 0,03 МПа). Охолоджуюча рідина (вода) вибирається відповідно до інструкції з експлуатації на двигун. В системі охолодження також задіяні турбонагнітач і вихлопний трубопровід. Циркуляція води забезпечується насосом, розміщеним у верхній частині картера двигуна. Холодильник води складається з охолоджуючих елементів типу «повітря — вода», зібраних V-образно, з примусовим проходженням повітря. У холодильнику встановлено 24 охолоджуючих елемента (секції), є два вентилятора діаметром 996 мм кожен, привід вентиляторів — гідростатичний. Охолодження масла також походить від охолоджуючої води двигуна. Для охолодження масла двигуна і гідропередачі використовується трубчастий теплообмінник «вода — масло». Для охолодження масла гідропередачі використовуються три теплообмінника. Для підігріву палива використовується трубчастий теплообмінник «вода — дизельне паливо».
Температура охолоджуючої води двигуна підтримується нафтовими електричними водонагрівачами. Нафтовий нагрівач працює на дизельному паливі і розвиває потужність 32 кВт. Електричний нагрівач потужністю 35 кВт працює від трифазного напруги 380 В частотою 50 Гц. Двигун оснащений регулятором потужності непрямої дії, що підтримує постійну швидкість обертання у всьому інтервалі швидкостей, а також автоматом граничних обертів, який при перевищенні встановленої величини швидкості обертання спеціальним клапаном закриває доступ повітря в турбонагнітач.

#### Гідропередача
Позаду дизеля в машинному відділенні встановлена гідродинамічна коробка передач (далі гідропередача) ГДП-1000Ч виробництва Калузького машинобудівного заводу, аналогічна застосовуваної на дизель-поїздах сімейства ДР1. Гідропередача здійснює з'єднання дизеля з колісними парами ведучого візка в режимі тяги без суцільного жорсткого зв'язку з передачею зусилля через турбінне масло і роз'єднує їх при стоянці поїзда або його прямуванні не в режимі тяги. Гідропередача передає обертання через карданний вал до осьовим редукторам переднього візка.
Гідропередача складається з трьох основних частин: гідравлічної, механічної та схеми автоматики.
Гідравлічна частина містить два гідротрансформатора. Їх Насосні колеса приводяться в рух від двигуна через зубчасті мультиплікатори. Турбінні колеса гідротрансформаторів з'єднані з зубчастими колесами першого і другого ступенів. Включення гідротрансформаторів відбувається їх послідовним заповненням робочою рідиною.
Гідротрансформатори перетворюють крутний момент дизеля з оптимальним використанням його потужності, забезпечуючи плавне рушання з місця і зміна швидкості руху в залежності від потужності, одержуваної від дизеля.
Механічна частина містить зубчасті передачі — вхідну передачу, передачі першого і другого ступенів і механізм реверсування. Перемикання реверсу відбувається включенням (з'єднанням) рухомих муфт з зубчастими колесами за допомогою пневмоциліндра через важільну передачу.
Гідравлічна і механічна частини розташовані в зварному корпусі, який складається з чотирьох частин в трьох розділових рівнях.
Автоматика забезпечує автоматичне перемикання гідротрансформаторів, яке відбувається шляхом заповнення одного і спорожнення іншого гідротрансформатора в залежності від швидкості автомотриси і швидкості обертання вала її двигуна. Керуючим органом системи автоматики є її електрична частина, виконавчим органом — гідравлічна частина.
Заповнення гідротрансформаторів робочою рідиною і маслопроводів системи змащення підшипників і зубчастих коліс здійснюється відцентровим живильним насосом. Для подачі масла при русі автомотриси з непрацюючим двигуном призначений шестерний насос системи змащення.
В системі змащення гідропередачі застосовується масло марки ТП-22 ГОСТ 9972—74 (з додаванням при необхідності антипінної рідини ПМС-200А у ваговому відношенні 0,005 %) або Т-22 ГОСТ 32—74 (з додаванням антипінної рідини ПМС-200А у ваговому відношенні 0,005 %).
Гідропередача автоматично змінює величину крутного моменту в залежності від навантаження і швидкості руху.
Гідропередача багатоциркулярна (двоконтурна), має почергове заповнення і спорожнення гідроапаратів (обох гідротрансформаторів) і автоматичне електрогідравлічне двухімпульсное управління — зміна режимів відбувається в залежності від швидкості руху і положення контролера. Перемикання ступенів швидкості проводиться гідравлічним способом. Система перемикання реверсу електропневматична, з гідравлічним доворотом. Система живлення гідротрансформаторів і охолодження рідини паралельна. У ланцюзі охолодження Масляної системи встановлений сітчастий масляний фільтр. Охолодження масла здійснюється охолоджуючою водою двигуна.
Маса гідропередачі становить 3350 кг; розміри: довжина 1600 мм, висота 1700 мм, ширина 1370 мм. Середній ККД передачі в робочому діапазоні швидкостей руху становить близько 83 %.

### Електричне обладнання
Основними вузлами електрообладнання автомотриси є два електрогенератора (допоміжний і опалювальний), акумуляторна батарея і випрямляч.
На корпусі гідродинамічної коробки передач над дизелем встановлено два трифазних синхронних шестиполюсних електричних генератора, що приводяться дизелем. Лівий генератор (допоміжний) типу AL180L06 з номінальною потужністю 40 кВА виробляє номінальну лінійну напругу 89 в по кожній фазі, яке в подальшому випрямляється і використовується для живлення ланцюгів управління і освітлення і підзарядки акумуляторної батареї. Номінальний струм фази 259 А. діапазон частот обертання від 1900 до 4000 об/хв. Правий генератор (опалювальний) типу AL200L06 має потужність 80 кВА, видаючи номінальну лінійну напругу 380 В по кожній фазі, і використовується для живлення ланцюгів електричного опалення причіпних вагонів. Номінальний струм фази 121 А. Діапазон частот обертання від 2100 до 4000 об/хв.
У схемі застосований випрямляч напівпровідникового типу, який призначений для випрямлення напруги допоміжного генератора. Випрямляч розрахований на номінальну напругу 570 В постійного струму (Номінальний струм 300 А при природному охолодженні).
Лужна акумуляторна батарея типу NKS150 призначена для електропостачання споживачів при непрацюючій силовій установці з електрогенераторами (в тому числі електростартера двигуна). Вона включає 80 елементів живлення. Батарея встановлена в підвагонному просторі поїзда. Батарея має номінальну напругу 96 В і ємність 150 А•ч.

### Опалення та вентиляція
Опалення пасажирського салону автомотриси АЧ2 здійснюється калориферним способом, повітрям, що нагрівається за рахунок теплоти, що виділяється дизелем. Вентиляція здійснюється примусовим способом під тиском. Регулювання опалення та вентиляції може відбуватися як в автоматичному, так і в ручному режимах; в ручному режимі Доступні три режими опалення і два режими вентиляції. Автоматичний режим забезпечує: регулювання опалення до температури (14 ± 3) °C, перехід з опалення на вентиляцію (в залежності від зовнішньої температури), а також перехід на режим інтенсивної вентиляції (при досягненні температури +30 °C). Кількість повітря, що подається опалювальним агрегатом, в режимі опалення або вентиляції становить 2000 м3/год, у режимі інтенсивної вентиляції цей показник подвоюється.
Опалення та вентиляція кабін машиніста здійснюється тими ж способами, що і для салону. Однак регулювання опалення в даному випадку автоматична, а вентиляції — ручна. Мінімальна кількість повітря, що подається опалювальним агрегатом, становить 90 м3/год, .
Причіпні вагони АПЧ2 опалюються електричними калориферами, які отримують напругу 380 В через міжвагонні з'єднання від вищезгаданого генератора в вагоні АЧ2.

### Пневматичне та гальмівне обладнання

#### Пневматичне обладнання
Для забезпечення повітрям напірної і гальмівної магістралей використовується поршневий двоступінчастий Повітряний компресор 3DSK-100 чехословацького виробництва продуктивністю 1,5 м3/хв (94 м3/хв ± 7 % при швидкості обертання 1370 об/хв). Компресор забезпечує на виході тиск 1 МПа. Має три циліндри; Діаметр циліндра першого ступеня 100 мм, другого ступеня 75 мм. Хід поршня становить 90 мм. Маса компресора 153 кг. охолодження компресора повітряне примусове, мастило проводиться під тиском.
Компресор розташований в машинному відділенні автомотриси і приводиться в дію від гідропередачі через клиновидні ремені. Повітря в компресор подається з глушника всмоктування в циліндри першого ступеня, далі в проміжний охолоджувач. Потім охолоджене повітря надходить в циліндр другого ступеня, де його тиск підвищується до величини 9 бар. Далі стиснене повітря надходить в маслоотделитель, який частково видаляє з нього суміш конденсату з маслом. Після цього повітря надходить в регулятор тиску (нижня межа якого встановлюється на позначці 7,5 бар з інтервалом 1,5 бар) і електропневматичний вентиль. При досягненні величини тиску 9,0—0,2 бар регулятор тиску компресора випускає стиснене повітря в атмосферу; при цьому вимикач випускає і утворився конденсат. При падінні тиску до нижньої межі повітря пропускається в головні резервуари. Електропневматичне управління регулятором тиску забезпечує взаємодію компресорів двох АЧ2 при роботі по системі багатьох одиниць. При наповненні головних резервуарів відбувається розширення повітря, що поступає з одночасним звільненням конденсату з головних резервуарів через випускні клапани з пневматичним управлінням. Перед входом в головні резервуари встановлений перепускний клапан, встановлений на тиск 5 бар. До трубопроводу перед перепускним клапаном приєднаний трубопровід клапанного затвора всмоктування повітря дизельного двигуна (автомата граничних обертів коленвала дизеля). Трубопровід до головних резервуарів, головні резервуари і проміжний охолоджувач захищені від надлишкового тиску запобіжними клапанами. Вони встановлені на величину тиску, що перевищує на 0,5 бар величину максимального робочого тиску. Між головними резервуарами і живильним трубопроводом встановлений роз'єднувальний кран, що закривається в тому випадку, коли моторний вагон (АЧ2) рухається в складі в якості причіпного. В цьому випадку головні резервуари наповнюються повітрям, і тим самим прискорюється наповнення пневматичної системи всього складу. До живильного трубопроводу приєднаний кран прямодействующего гальма, ланцюг допоміжних пневматичних приладів, струмознімача, гудка і свистка, вентилі автостопу і запасний резервуар ємністю 200 л. Живильний трубопровід в торцях вагона розгалужується і закінчується кінцевим краном з кінцевими рукавами.

#### Гальмівне обладнання
Автомотриса АЧ2 має гальма чотирьох видів: безперервні автоматичні (пневматичний і електропневматичний) гальма, додатковий (допоміжний) автоматичне гальмо прямої дії і ручний (стоянковий) механічний гальмо. Електропневматичне гальмо є основним, а Пневматичне — резервним (воно спрацьовує автоматично при несправності електропневматичного гальма). Причіпні вагони АПЧ2 мають пневматичний і електропневматичний гальма. Для управління пневматичним і електропневматичним гальмом використовуються крани машиніста ум. № 395.005, електровоздухораспределітелі ум. № 305.001, повітророзподільники ум. № 292.001 і крани допоміжного гальма ум. № 254. Ручне гальмо використовується для закріплення автомотриси на стоянці і задіюється штурвальною рукояткою в лівій частині кабіни машиніста. Ручне гальмо з кожної кабіни загальмовує завжди одне колесо зовнішньої колісної пари у найближчому візку автомотриси. На кожному візку АЧ2 розташовано по чотири гальмівних циліндра, по одному на кожне колесо, або по два на одну вісь. Зусилля від циліндра передається через важільну передачу на колодку, яка притискається до відповідного колеса.

### Інтер'єр
У моторних вагонах АЧ2 є дві кабіни машиніста. За першою кабіною розташовується машинне відділення. Далі йде пасажирська зона, що складається з двох невеликих салонів на чотири вікна і пасажирського тамбура між ними. За заднім салоном розташований вузький службовий тамбур і друга кабіна машиніста. Причіпні вагони АПЧ2 цілком відведені під пасажирську зону з великим салоном і двома тамбурами по краях вагона з міжвагонними переходами.

#### Пасажирський салон
Пасажирський салон автомотриси АЧ2 займає трохи більше половини її внутрішнього простору і розділений вхідним тамбуром посередині на дві частини, що мають по чотири вікна. Передній салон відділений перегородкою з дверима від машинного відділення, а задній — від службового тамбура другої кабіни машиніста. Довжина переднього салону становить 6400 мм, заднього-5650 мм, пасажирського тамбура між ними — 1370 мм. У причіпних вагонах АПЧ2 салон має 13 вікон і розташований між двома тамбурами.
Салони мають приміську компоновку з центральним проходом, зміщеним убік щодо геометричного центру і сидіннями з боків від нього. Сидіння являють собою дивани, встановлені один за одним перпендикулярно бічних стін з боків від центрального проходу з посадкою пасажирів уздовж напрямку руху один навпроти одного. У перших двох автомотрис дивани мали м'яку рельєфну оббивку червоно-коричневого кольору, у серійних вони мають напівжорстку плоску оббивку коричневого кольору. Більшість диванів-двомісні та тримісні і розташовані за схемою 2+3 (двомісні — зліва, тримісні — справа), в торцевих частинах салонів для розширення проходу встановлюються одномісні дивани зі сталевими поручнями, що захищають їх від проходу. Спинки диванів розташовані в просторі між вікнами і біля торцевих перегородок по краях салону і мають ручки біля проходу. В цілому салон серійної автомотриси АЧ2 має 67 сидячих місць, з яких 38 розташовано в передньому салоні і 29 в задньому, а салон причіпного вагона АПЧ2 — 123 місця. У дослідному виконанні АЧ2 мала 70 сидячих місць (38 в передньому салоні і 32 в задньому).

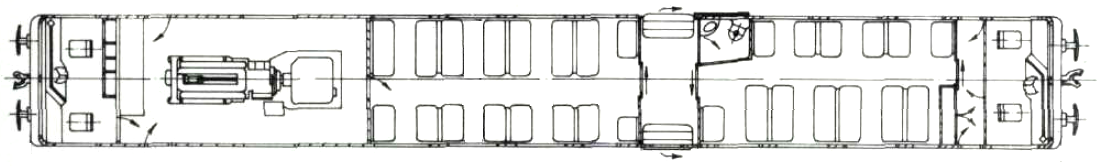
Схема салону дослідної автомотриси АЧ2 (70 місць для сидіння)

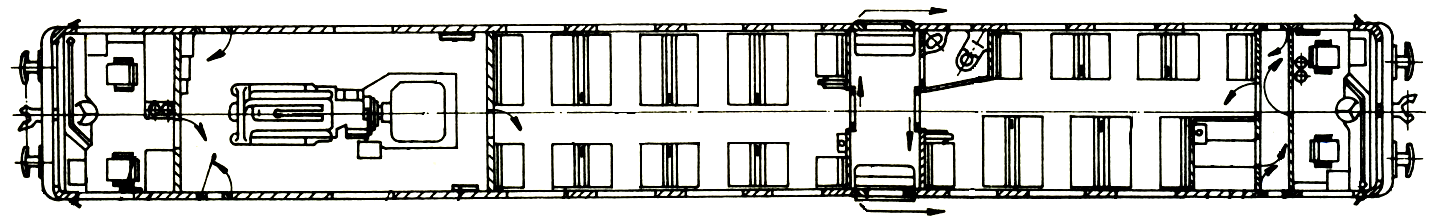
Схема салону серійної автомотриси АЧ2 (67 місць для сидіння)

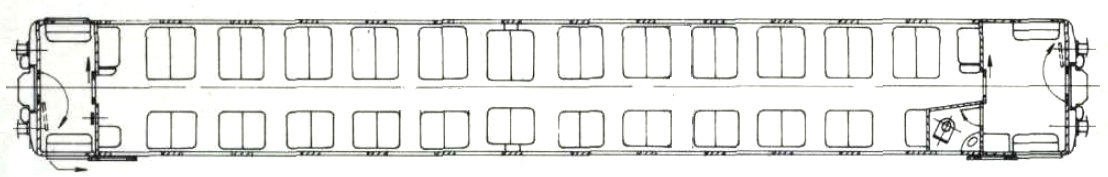
Схема салону причіпного вагона АПЧ2 (123 місця для сидіння)

Тамбури відокремлені від салону перегородками з одностулковими зсувними дверима, відсуваються вручну. Тамбурні двері мають вбудоване скло здебільшого висоти стулки. З боків тамбурів перед дверними прорізами є три сходинки для виходу на низькі платформи, при необхідності виходу на високі платформи сходинки закриваються фартухами. Тамбури проміжних вагонів мають також двері міжвагонних переходів, стулки яких мають скла у верхній частині і відкриваються поворотом всередину вагона. У проміжного вагона АПЧ2 один з тамбурів має збільшену ширину.
У кожному вагоні є по одному туалетному блоку, що займає частину простору салону. Вхід в туалет здійснюється з тамбура. У головному вагоні туалет розташований з правого боку в передній частині заднього салону, в проміжному — в передній частині з правого боку основного салону, якщо вважати передом вагона сторону з широким тамбуром.

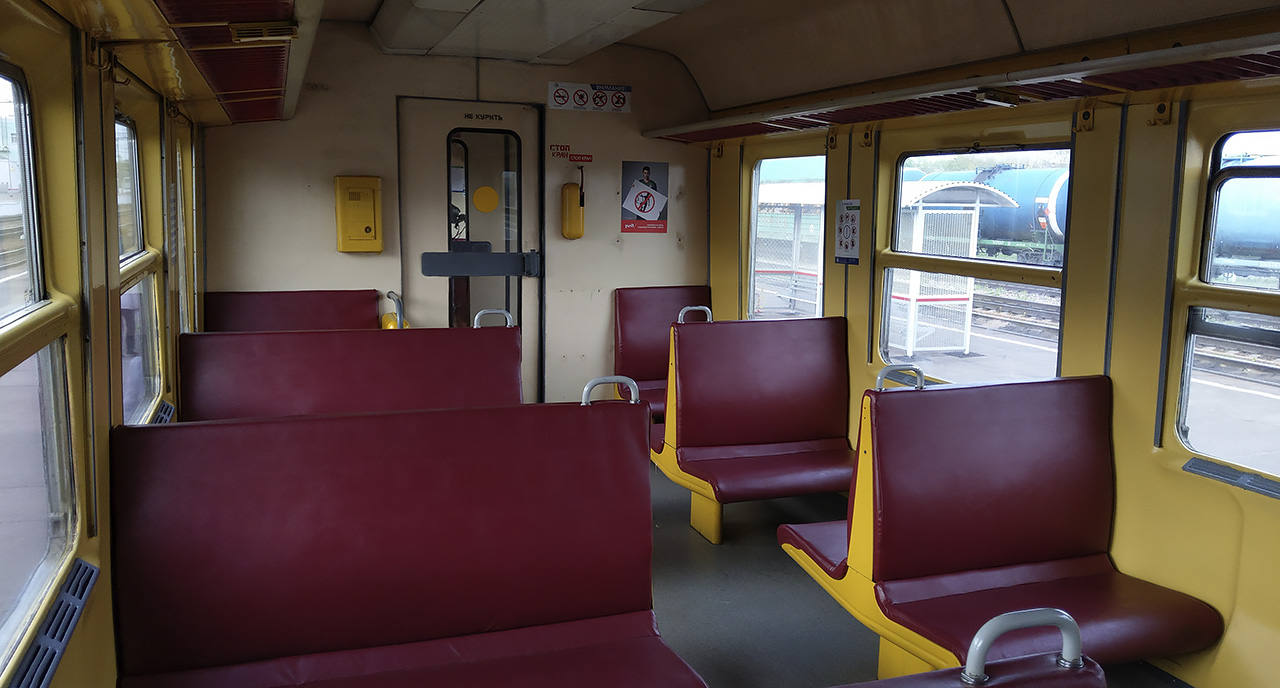
Пасажирський салон вагона АЧ2, вид у бік тамбура
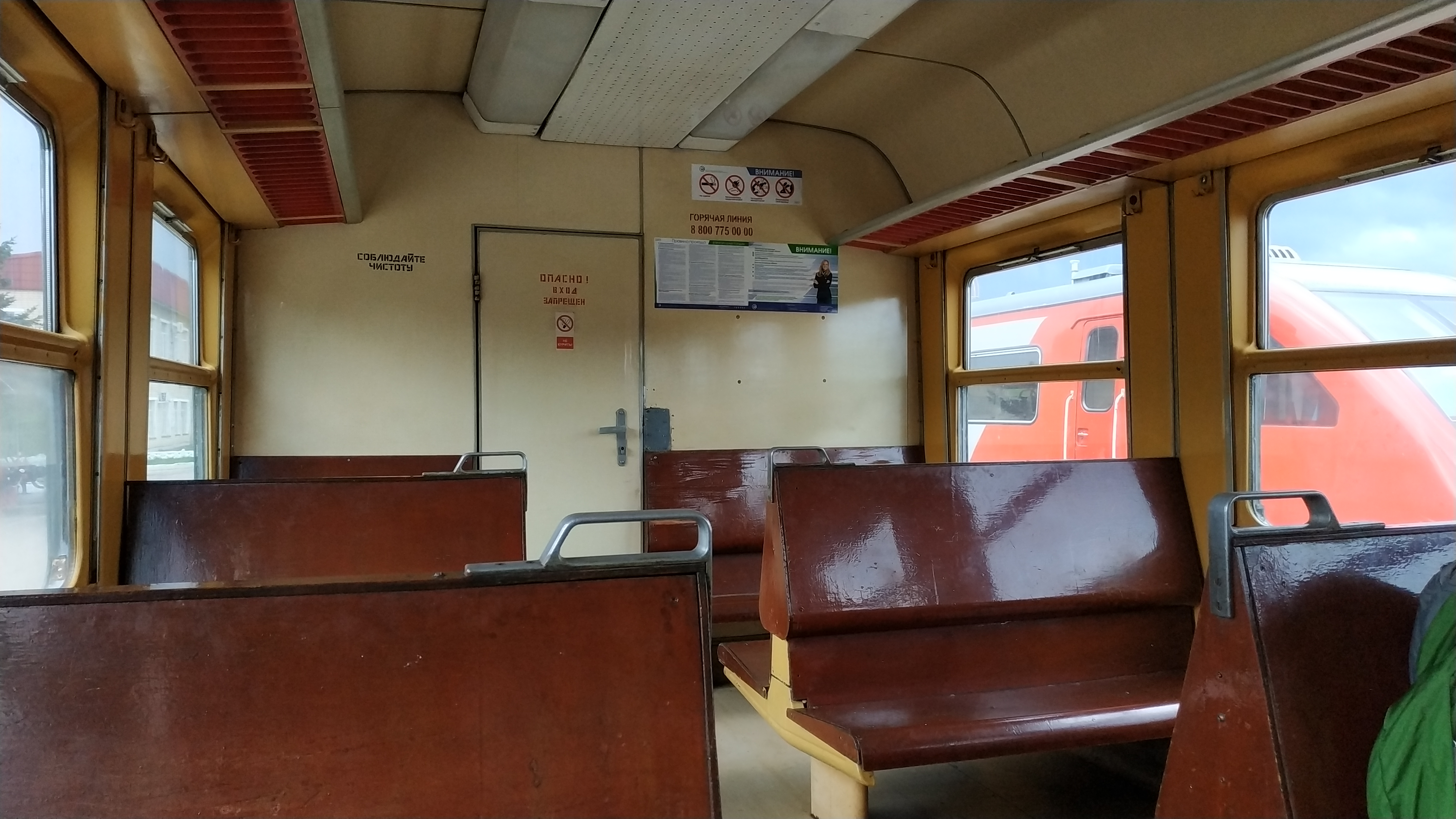
Пасажирський салон вагона АЧ2 з жорсткими сидіннями без оббивки, вид у бік машинного відділення
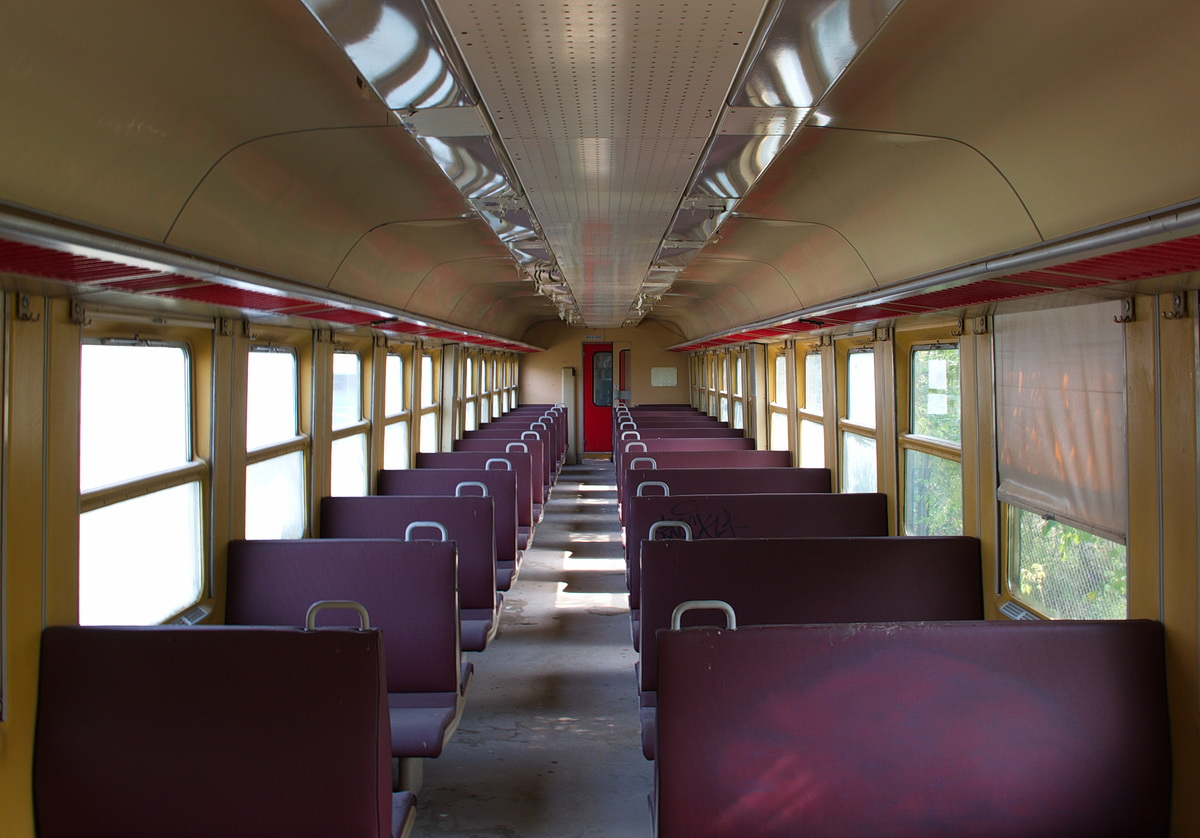
Пасажирський салон вагона АПЧ2
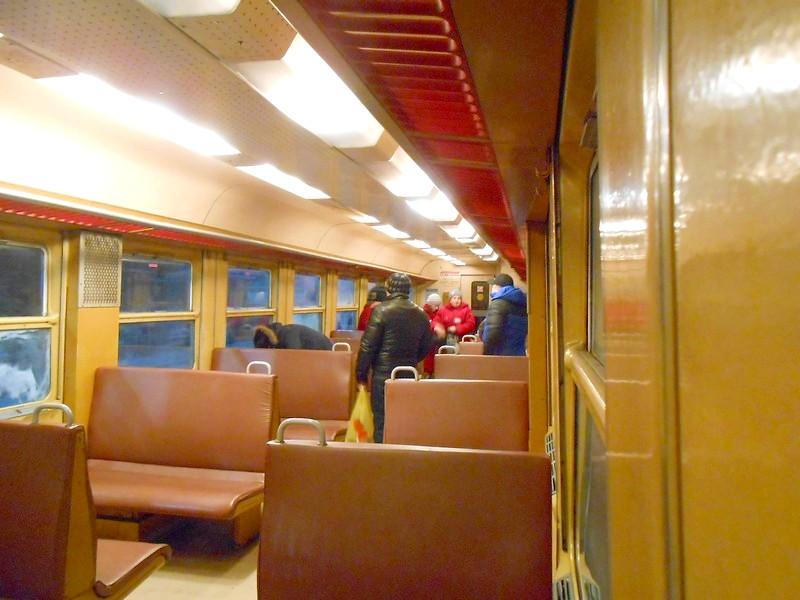
Пасажирський салон вагона АПЧ2 з включеним освітленням

#### Машинне відділення
Машинне відділення розташоване за передньою кабіною автомотриси перед салоном і має довжину 5800 мм. З боків машинного відділення попереду симетрично розташовані бічні вхідні двері для локомотивної бригади, за ними — по одному вікну. У центрі машинного відділення розташована силова установка, з боків від якої розташовані проходи. Силова установка складається з дизельного двигуна в передній частині і гідродинамічної коробки передач з генераторами в задній (на дизель-поїздах серії ДР1 вона розгорнута в протилежну сторону). У машинному відділенні також розташовані масляний бак праворуч від дизеля, система охолодження над дизелем, пульти запуску дизеля та інша допоміжна апаратура.

#### Кабіна машиніста

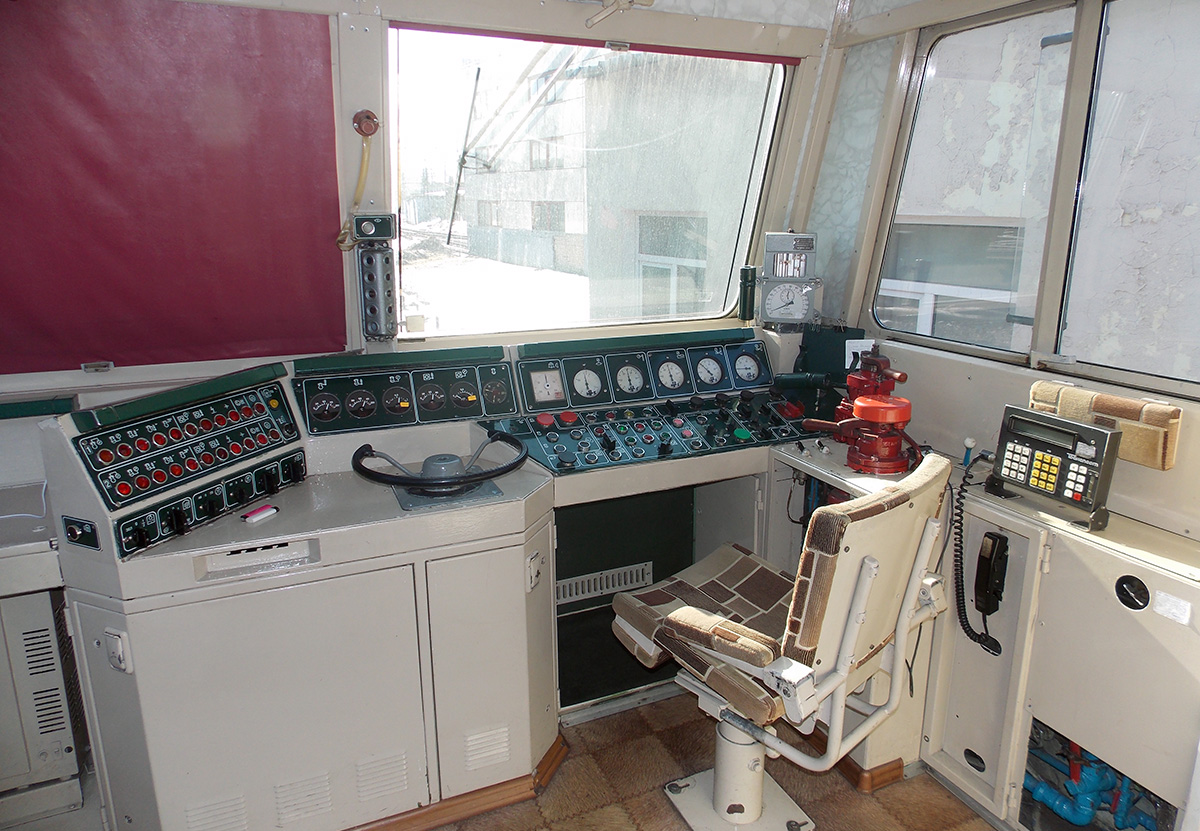
Кабіна АЧ2-087. Інтер'єр (загальний вигляд)

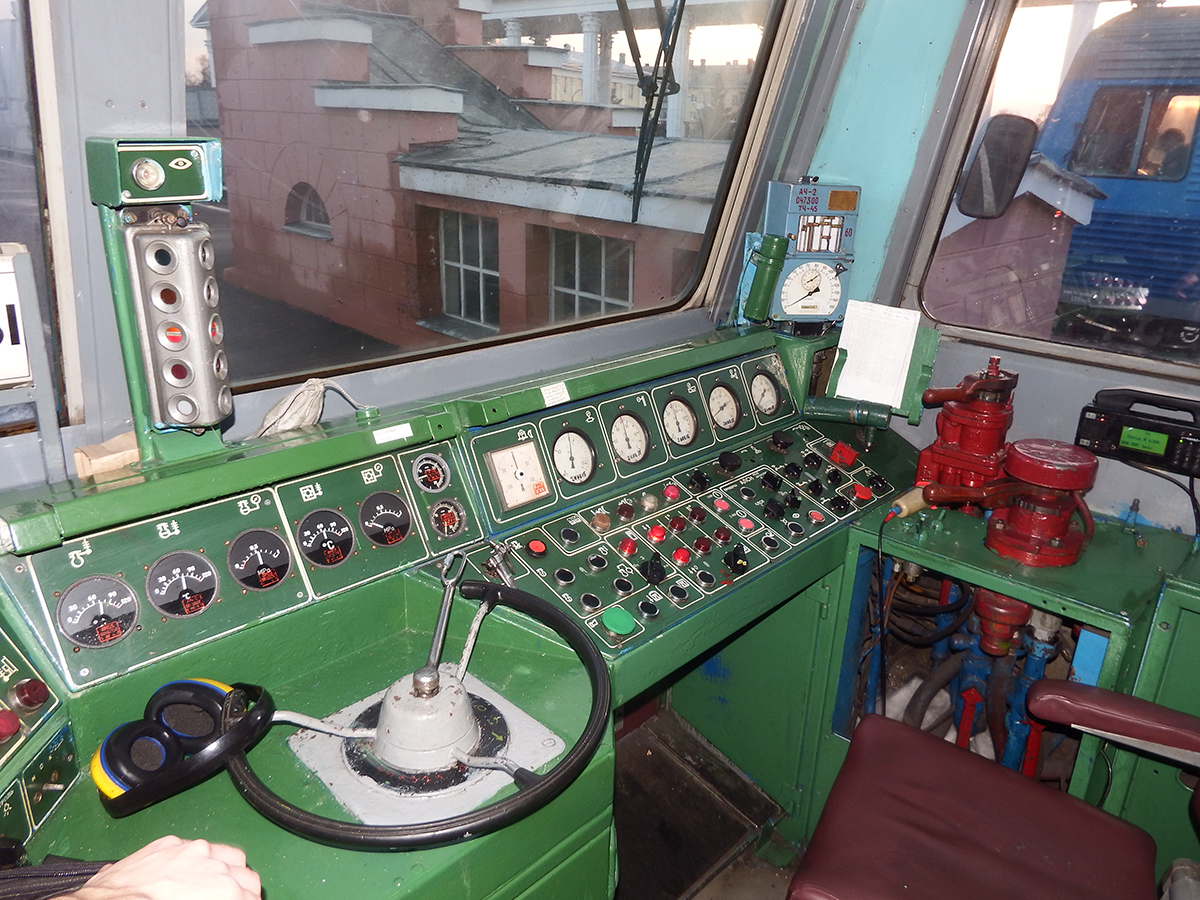
Пульт управління в кабіні АЧ2-055

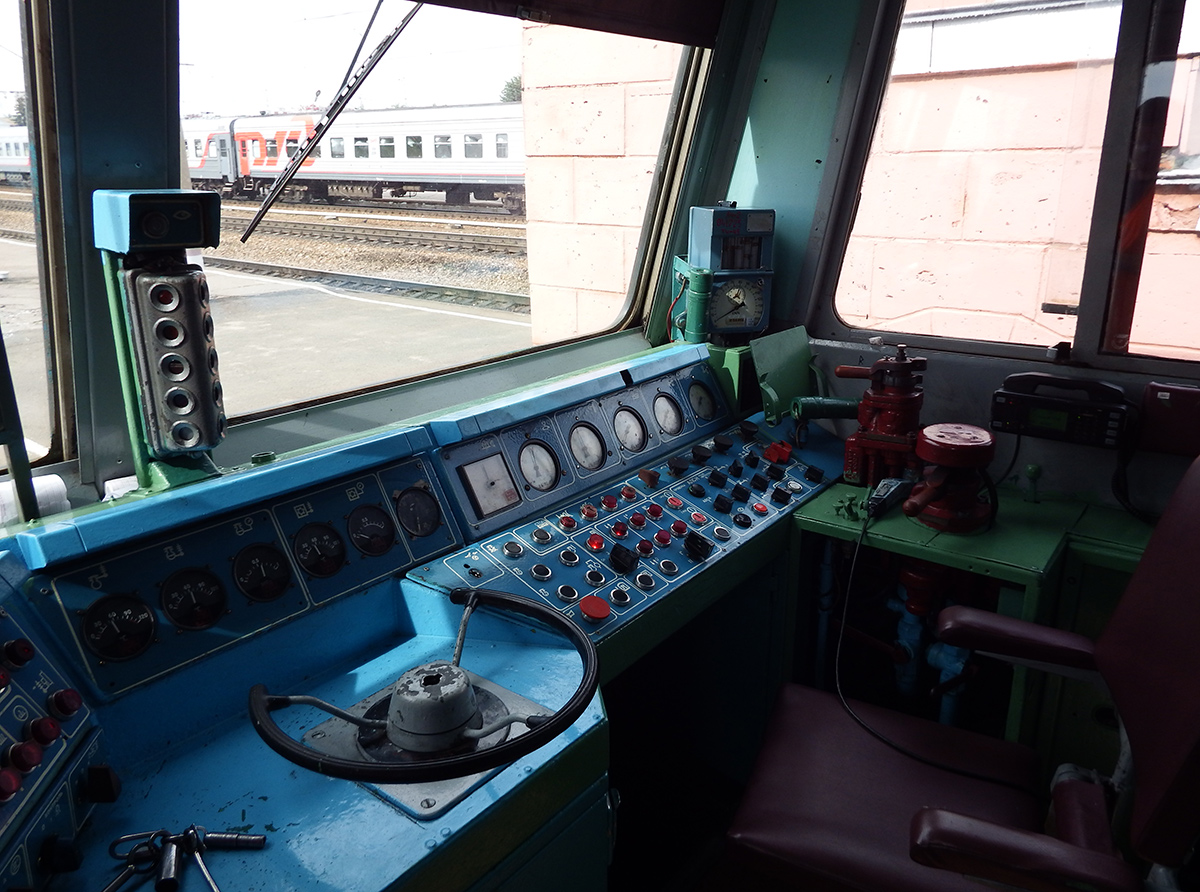
Пульт управління в кабіні АЧ2-089

Кабіни машиніста розташовані в головних частинах автомотриси АЧ2. Вхід в передню кабіну здійснюється через машинне відділення, в задню — через службовий тамбур. Кабіна з боку машинного відділення з урахуванням простору, займаного пультом управління, має повну довжину 2150 мм, протилежна кабіна — 1850 мм, службовий тамбур другої кабіни — 650 мм.
Кабіни розраховані на керування поїздом бригадою у складі двох осіб — машиніста і помічника. Робоче місце машиніста розташоване з правого боку, помічника — з лівого. Крісла машиніста і помічника шкіряні, мають підлокітники і похилу спинку. Кожна кабіна має два лобових скла і по одному боковому з кожного боку, обладнаному кватиркою. Спереду перед робочим місцем машиніста встановлений пульт управління, який у перших двох автомотрис мав сріблястий колір з чорними панелями; у більшості серійних автомотрис він має зелений або синій колір.У задній частині кабіни в перегородці між нею і машинним відділенням або службовим тамбуром встановлені шафи з електроапаратурою. У центральній частині перегородки знаходиться перехідна двері в машинне відділення або службовий тамбур. Зліва від місця помічника машиніста на бічній стіні розміщена штурвальна рукоятка стоянкового гальма.

## Експлуатація

### Поширення
В 1984—1985 роках перші дві автомотриси АЧ2 з причіпними вагонами АПЧ2 випробовувалися на експериментальному кільці ВНДІЗТ поруч з підмосковною Щербинкою. Потім потяги надійшли для експлуатації в локомотивне депо Тернопіль Львівської залізниці (Україна).У 1986 році автомотриса АЧ2-002 без причіпних вагонів на деякий час повернулася в Щербинку для участі в міжнародній виставці " Залізничний транспорт — 86» і демонструвалася на території депо експериментального кільця. Досвідчені автомотриси перебували в роботі досить нетривалий час і вже на початку 1990-х років були відсторонені від експлуатації. Потім автомотриси і частина причіпних вагонів були передані в ПМС Дебальцеве Донецької залізниці для використання в якості побутівок; в середині 1990-х років всі вагони були порізані і до теперішнього часу не збереглися. Серійні склади надходили на деякі залізниці європейської частини СРСР. Автомотриси 1988 року випуску спільно з причіпними вагонами надходили на Горьківську (депо Канаш), Північно-Кавказьку (депо Мінеральні Води, Батайськ), Жовтневу (депо Волховстрой) і Приволзьку (депо Волгоград-Пасажирський) залізниці. Поїзди 1989 та 1990 років, починаючи з 041, переважно прямували до південно-західного регіону Московської залізниці до депо Брянськ I, Калуга та фаянсова, за винятком семи секцій з номерами 052—054, 056, 058, 063 та 082, які надійшли до депо Канаш Горьківської дороги. Згодом частина автомотріс з Московської залізниці були передані в депо Смоленськ I.
Майже відразу після початку експлуатації дві автомотриси були передані з РРФСР (нині Росія) до Вірменської та Української РСР (пізніше Вірменія та Україна відповідно). Автомотриса АЧ2 - 027 приписки СКЖД в грудні 1988 року разом з комісією МПС була відправлена до Вірменії після землетрусу в Спітаке, після закінчення роботи комісії локомотивні бригади були відправлені назад, а автомотриса АЧ2-027 так і залишилася у Вірменії, де продовжувала використовуватися як службова. Причіпні вагони автомотриси були передані на експериментальне кільце ВНИИЖТ. Автомотриса АЧ2-082 через півроку після надходження в депо Канаш в кінці 1989 року була передана в депо Тинда Далекосхідної залізниці, а потім в березні 1990 року-в депо Жовтень Південної залізниці (Українська РСР); згодом автомотриса залишилася на Україні, змінюючи тільки депо приписки (спочатку — Полтава, потім — Харків-головне), де використовується в якості службової.

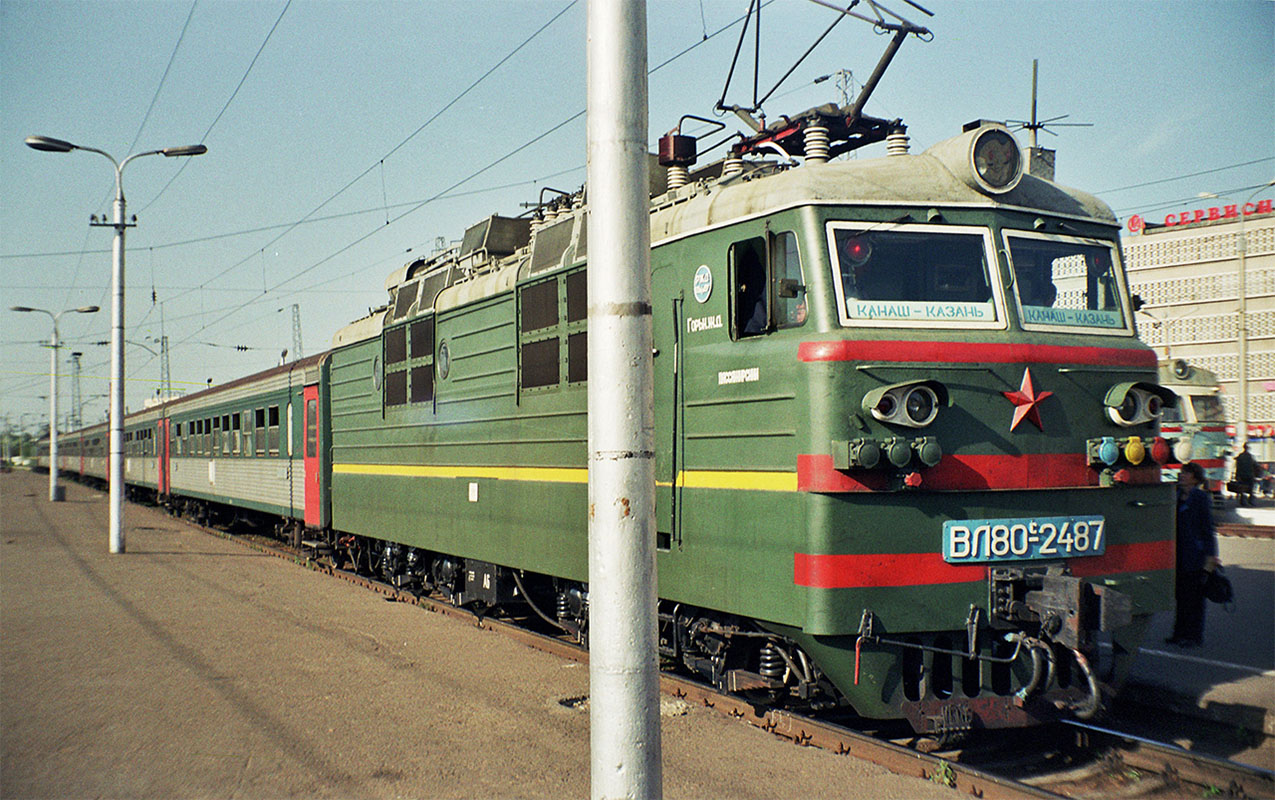
Електропоїзд із секцій електровоза ВЛ80^{С}-2487 і вагонів АПЧ2 між ними на станції Казань

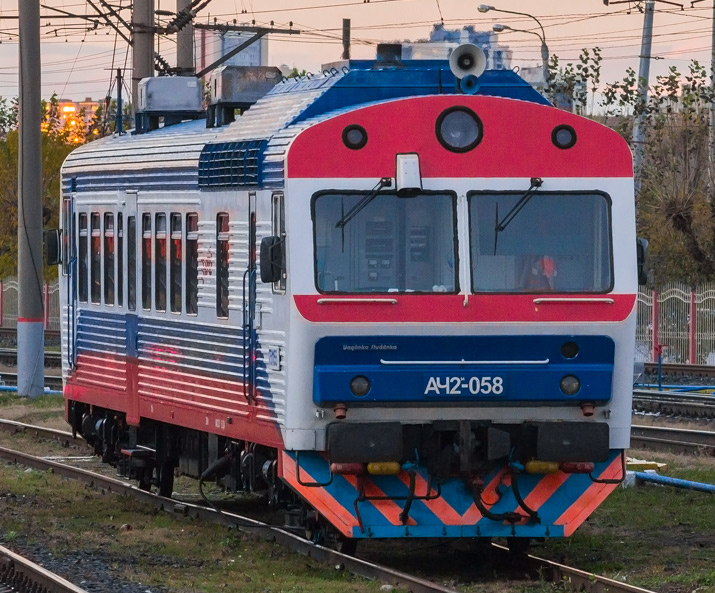
АЧ2^{М}-058 на станції Казань

Надалі автомотриси, що залишилися в Росії, нерідко передавалися між різними депо в межах залізниці.
Незважаючи на те, що спочатку автомотриси АЧ2 закуповувалися для пасажирської експлуатації з розрахунком на використання в складах з АПЧ2, в період 2000-х років багато з автомотрис АЧ2, що експлуатувалися на Московській, Горьківській і Північно-Кавказькій залізницях, були виведені з пасажирської експлуатації і передані в різні депо і колійні машинні станції безлічі інших залізниць Росії, і стали використовуватися як службові для перевезення начальників доріг або шляховиків, розлучившись при цьому зі своїми причіпними вагонами, які часто були відставлені від роботи. Деякі вагони АПЧ2 експлуатувалися без АЧ2 в поїздах з локомотивами.
Значна частина вагонів АПЧ2 була списана і утилізована ще в період 2000-х і 2010-х років, частково через їх незатребуваність після розформування з автомотрисами і визначення останніх для роботи в службових цілях, а також зниження числа пасажирських рейсів. Причіпні вагони зберігалися в основному тільки на Московській залізниці і в невеликих кількостях на Горьківській залізниці. У 2019 році почалося масове списання АЧ2 разом з вагонами АПЧ2 в депо Брянськ і Смоленськ у зв'язку із закінченням призначеного терміну їх служби для пасажирських перевезень.
- Тривагонний приміський склад АЧ2 + АПЧ2 + АЧ2 на лінії Ферзиково-Калуга I
- Службова АЧ2-088, перегін Бірюльово Пасажирська-Домодєдово

З 2021 року автомотриси використовуються тільки як персональні роз'їзні вагони для керівного складу: начальників залізниць, їх заступників і начальників відділень залізниць, іноді при цьому вони транспортують пасажирські вагони. За межами Росії (у Вірменії і на Україні) є дві вищезгадані автомотриси: АЧ2-027 Вірменської (Південно-Кавказької) залізниці та АЧ2-082 Української залізниці; обидві автомотриси використовуються як службові.

### Оцінка експлуатації
Пасажири оцінили переваги складів АЧ2/АПЧ2. Сюди можна віднести плавний розгін. У порівнянні із застарілими дизель-поїздами Д1 нові вагони мали більш широкий вхід в тамбур; збільшені багажні полиці. Відзначено і комфортний туалет; за розповідями локомотивних бригад, всупереч очікуванням, пасажири ставилися до майна санвузлів дбайливо. Схема розташування диванів забезпечувала широкий прохід уздовж салону. Машиністи оцінили умови в кабіні (мікроклімат, хороший огляд і оснащення) .
З недоліків відзначали проблеми з вхідними дверима (через збільшеної ширини довелося зіткнутися і зі збільшеною масою); наприклад, відзначені випадки випадання дверей. А можливість експлуатації одиночного двухкабінного вагона в обидві сторони без розвороту обернулася необхідністю знаходження окремого моториста в хвостовій ач2 при роботі за СБО.
Проблеми з експлуатацією спостерігалися в деяких депо, проте головною причиною було неорганізоване забезпечення запчастинами і неналаженний ремонтний процес. Найбільш успішно в цій області працювало депо Брянськ I Московської залізниці, в той час як на інших дорогах було чимало відставлених від експлуатації вагонів.

## Збережені автомотриси

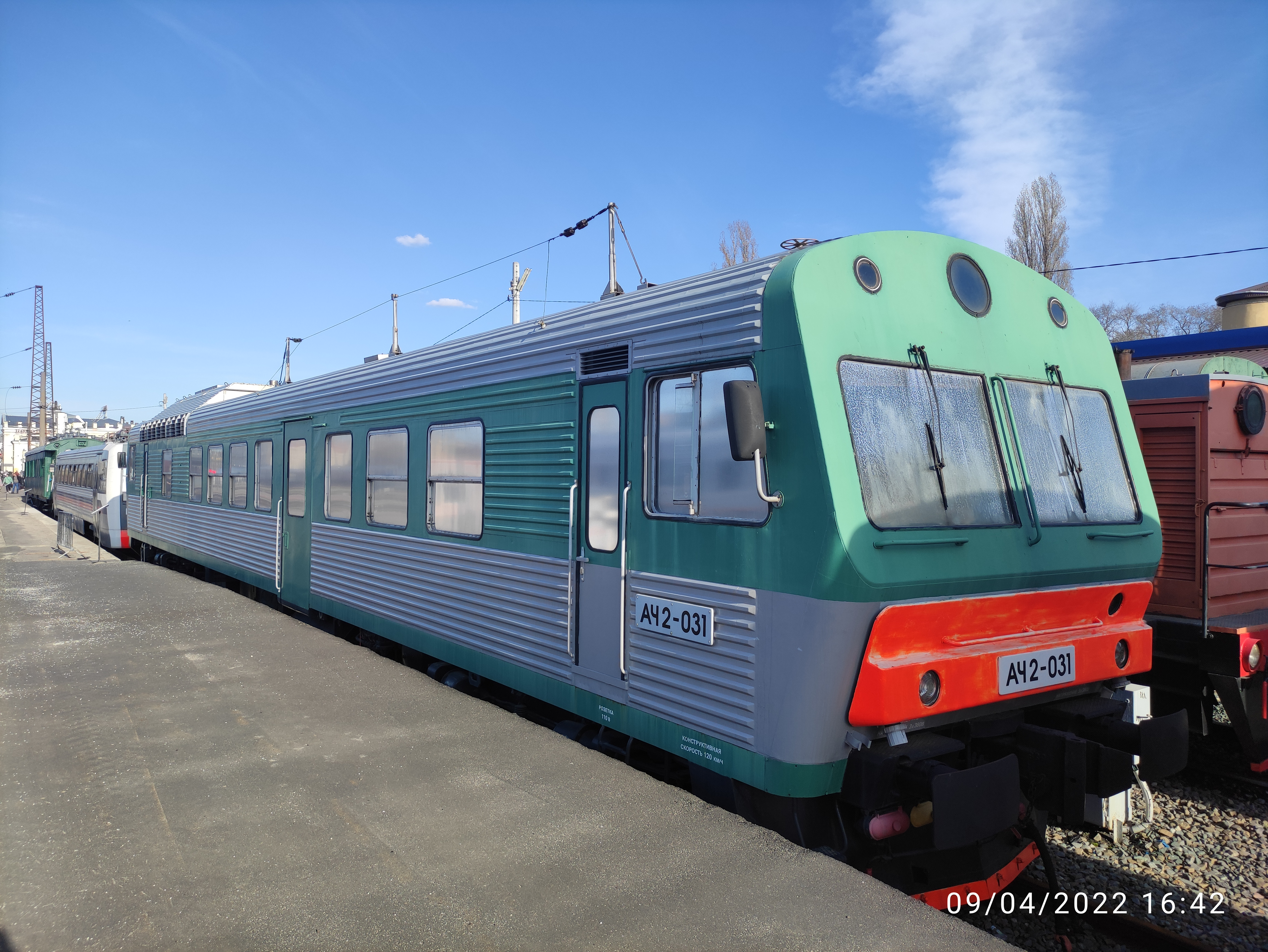
АЧ2-031 в експозиції на станції Воронеж I

Станом на 2023 рік відомо щонайменше про два автомотриси АЧ2 та один причіпний вагон АПЧ2, збережені для історії. В кінці липня 2019 року АЧ2-031 (заводське позначення типу 91M1) встановлена як експонат на станції Воронеж I. У 2021 році після закінчення експлуатації для збереження також була обрана автомотриса АЧ2-084 разом з причіпним вагоном АПЧ2-084-4, які було вирішено розмістити на коліях музею Московської залізниці, спочатку розташовувався на Ризькому вокзалі Москви. Однак, у зв'язку із закриттям музейного майданчика і переведенням експонатів музею на територію локомотивного депо Лихобори, автомотриса і причіпний вагон також були передані в нього. Станом на травень 2023 року місце депо все ще було закрито для вільного відвідування, хоча автомотрису та інші поїзди можна було побачити з піднятого пішохідного переходу. У цей музей вагони потрапили зі Смоленська з ініціативи Всеросійського товариства любителів залізниць (ВОЛЖД), за підтримки РЖД.